# Asterisme (sterrenkunde)

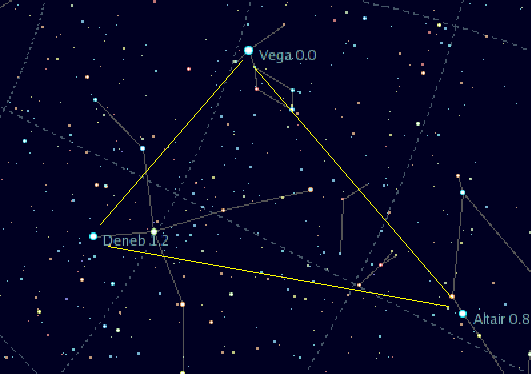
De zomerdriehoek, bestaande uit Vega, Deneb en Altair

Een asterisme is een groepering van sterren die een figuur vormen, maar niet behoren tot de officiële sterrenbeelden. Asterismen liggen wel aan de oorsprong van veel sterrenbeelden, pas later zijn de sterrenbeelden gedefinieerd als specifieke gebieden aan de hemel (en dus niet als bepaalde figuren).
Een asterisme is evenals een sterrenbeeld slechts een schijnbare samenstand, wat wil zeggen dat deze sterren in werkelijkheid niet per se geassocieerd
zijn, in tegenstelling tot bijvoorbeeld de sterren van een open sterrenhoop. Meestal staan ze op zeer verschillende afstanden van de aarde.
De sterren van een asterisme hoeven niet tot één sterrenbeeld te behoren (zoals het “steelpannetje”), maar kunnen bestaan uit sterren van verschillende sterrenbeelden (zoals de zomerdriehoek).

## Gemakkelijk waarneembare seizoensgebonden asterismen (in de noordelijke hemisfeer)
Herfstvierkantin Pegasus, gevormd door α Pegasi (Markab), β Pegasi (Scheat), γ Pegasi (Algenib) en α Andromedae (Sirrah).
Ruit van de Maagdgevormd door de vier heldere lentesterren α Canum Venaticorum (Cor Caroli), β Leonis (Denebola), α Virginis (Spica) en α Bootis (Arcturus).
Winterzeshoekgevormd door de heldere sterren α Aurigae (Capella), α Tauri (Aldebaran), β Orionis (Rigel), α Canis Majoris (Sirius), α Canis Minoris (Procyon) en het koppel α en β Geminorum (Castor en Pollux, beide fungerend als één hoek van het winterzeskant).
Zomerdriehoekgevormd door de drie heldere sterren α Lyrae (Wega), α Aquilae (Altair) en α Cygni (Deneb).

## Andere vrij gemakkelijk waarneembare asterismen (alfabetisch gerangschikt)
Binnenscherm / Binnenste scherm (Inner Screen)bestaande uit de sterren ν, ξ, ο, π en ω Virginis in het noordwestelijke gedeelte van de Maagd, ten zuiden van β Leonis (Denebola, van de Leeuw). Het binnenscherm is een asterisme afkomstig van Chinese hemelwaarnemers. Oorspronkelijk heet dit asterisme Neiping of Nuy ping.
Brandenburgse skepterin Eridanus. Dit vrij onduidelijke asterisme was ooit een sterrenbeeld (Sceptrum Brandenburgicum) waarvan één ster (53 Eridani) er ons nog aan doet herinneren (ze draagt de naam Sceptrum). Dit asterisme bevindt zich ten zuidwesten van de heldere ster β Orionis (Rigel), alsook van β Eridani (Cursa).
Cirkeltje (Circlet)bestaande uit de sterren van de westelijke vis in de Vissen (ten zuiden van het herfstvierkant in Pegasus).
Drie wijzenin Orion, bestaande uit de drie gordelsterren δ (Mintaka), ε (Alnilam) en ζ Orionis (Alnitak).
Egyptische Xbestaande uit α Canis Minoris (Procyon), α Orionis (Betelgeuze), α Canis Majoris (Sirius), ζ Puppis (Naos) en α Columbae (Phakt).
Frederiks gloriebestaande uit ι, κ, λ en ψ Andromedae. Dit asterisme was ooit een klein sterrenbeeld (Frederici Honores) dat echter door de I.A.U. (Internationale Astronomische Unie) werd afgevoerd wegens onnodig. Tegenwoordig doet het dienst als aanwijsasterisme om de planetaire nevel NGC 7662 (Blauwe sneeuwbal) op te kunnen sporen (ten zuidwesten van Frederiks glorie).
Gazellebestaande uit (onder andere) de twee driehoekjes ten noord-noordoosten van 1-ο Ursae Majoris (Muscida) (de neus van de Grote beer). Het noordelijke driehoekje is gevormd door 8-ρ, 11-σ (1), 13-σ (2) Ursae Majoris. Het zuidelijke driehoekje door 2-A, 3-π (1), 4-π (2) Ursae Majoris. De schijnbare diameters van beide driehoekjes bedragen elk 1 graad.
Gelijkbenige driehoek (Isosceles Triangle)gevormd door twee opvallende sterkoppels in het zuidwestelijk gedeelte van de Grote beer, met nog een derde sterkoppel in de aangrenzende Lynx. Deze drie koppels zijn: ι en κ Ursae Majoris (Talitha / Al Kaprah), λ en μ Ursae Majoris (Tania Borealis / Tania Australis), 40-α en 38 Lyncis (bron: R.H. Allen, Starnames – their lore and meaning).
Gelijkbenige driehoekgevormd door 1-i, 2-g en 3-k Centauri. Dit driehoekig asterisme is het noordelijkste gedeelte van de Kentaur. Het heeft een schijnbare diameter van 1 en een halve graad, en komt tot 6 graden boven de zuidelijke horizon van de Benelux. Dit asterisme lijkt sterk op de driehoek van het vroegere sterrenbeeld Taurus Poniatovii (Stier van Poniatowski) in de Slangendrager. De driehoek in de Kentaur doet dienst als aanwijsasterisme om het extragalactische stelsel Messier 83 op te sporen (het staat een viertal graden ten noordnoordwesten van de driehoek). Messier 83 komt tot 9 graden boven de zuidelijke horizon van de Benelux.
Gezonken broodkorstje (Big Dipper's Sunken Crouton)bestaande uit een aantal sterren in het zuidelijk gedeelte van de kom van de Grote steelpan in het sterrenbeeld Grote beer (Ursa Major). De schijnbare diameter van het gezonken broodkorstje bedraagt ongeveer 4 graden. Het heeft een driehoekige vorm.
Grote steelpan (Big Dipper)bestaande uit de zeven helderste sterren van de Grote Beer. Op de sterrenkaart van National Geographic (A Map of the Heavens) staat dit asterisme aangeduid als Big Dipper. De Kleine Beer als Little Dipper.
Hoeksteen (Keystone)bestaande uit vier sterren in Hercules: ε, ζ, η en π Herculis.
Hoorn des overvloeds (Horn of Plenty)bestaande uit δ, ε, ζ, π, ρ, σ, τ, υ, φ, χ en ω Draconis in de Draak. De Hoorn des overvloeds bevat het telescopisch asterisme Kemble 2 (Mini Cassiopeia / Kleine Koningin).
Huisbestaande uit de helderste sterren van Cepheus. Dit asterisme ziet er uit als een kindertekening van een huis. De naam Cepheus (uitspraak Seefuis) wordt in Nederland wel verbasterd tot: Scheef huis.
Jobs doodskist (Job's coffin)bestaande uit de sterren van de Dolfijn.
Klein driehoekjein het noordelijkste gedeelte van de Ossenhoeder. Dit driehoekje staat net ten oosten van de heldere ster η Ursae Majoris (Benetnash) (de oostelijkste ster van de steelpan). De drie sterren van het kleine driehoekje kregen de aanduidingen θ, ι en κ Bootis, ofwel Asellus Primus, Asellus Secundus, en Asellus Tertius. Op de sterrenkaart van National Geographic staat dit driehoekje aangeduid als Asellus.
Kleine driehoekin de Driehoek, bestaande uit 6-TZ, 10 en 12 Trianguli. De kleine driehoek was ooit een sterrenbeeld (Triangulum Minor), maar de I.A.U. (Internationale Astronomische Unie) vond één driehoek in dit gedeelte van de noordelijke sterrenhemel reeds voldoende. Tegenwoordig doet de kleine driehoek dienst als asterisme.
Kleine geitjes (the kids)in de Voerman, bestaande uit de driehoek gevormd door ε, ζ en η Aurigae, ten zuidwesten van de heldere ster α Aurigae (Capella).
Kleine kreeftbestaande uit 68, 74, 81 en 85 Geminorum. Dit asterisme was ooit een sterrenbeeld (Cancer Minor) in de zuidoostelijke hoek van het officieel erkende sterrenbeeld Tweelingen. De I.A.U. (Internationale Astronomische Unie) vond echter het bestaan van het officieel erkende sterrenbeeld Kreeft reeds voldoende. Het afgevoerde sterrenbeeld Kleine kreeft kan nog steeds dienst doen als aanwijsasterisme om de planetaire nevel Abell 21 (Medusa Nebula) op te sporen (een drietal graden ten zuidwesten ervan).
Kleine steelpan (Little Dipper)bestaande uit de zeven helderste sterren van de Kleine Beer, met α Ursae Minoris (Poolster / Polaris / Cynosura) op de tip van de steel.
Kop van de Stierbestaande uit de opvallende ster α Tauri (Aldebaran) en de V-vormige sterrenhoop Hyaden.
Kop van de Waterslangbestaande uit δ, ε, ζ, η, ρ en σ Hydrae. Dit asterisme (Caput Hydrae) is het meest westelijke en meest herkenbare gedeelte van het uitgestrekte sterrenbeeld Waterslang. Het is te vinden ten zuiden van de Kreeft. Caput Hydrae bevat het sterrenstelsel NGC 2644.
Kop van Medusa (Caput Medusae)in Perseus, bestaande uit β (Algol, de duivelsster), π, ρ en ω Persei.
Nachtuilin het oostelijkste gedeelte van het uitgestrekte sterrenbeeld Waterslang. Dit asterisme bestaat uit de sterren 54-m, 55, 56, 57 en 58-E Hydrae. De Nachtuil was ooit een sterrenbeeld (Noctua), maar werd door de I.A.U. (Internationale Astronomische Unie) afgevoerd. Tegenwoordig doet de Nachtuil dienst als aanwijsasterisme om de bolvormige sterrenhoop NGC 5694 op te sporen. Deze bolhoop staat ongeveer 2 graden ten westen van de Nachtuil. Nog voor Noctua bestond was er sprake van Solitaire of Turdus Solitarius, de benaming van een vogelsoort die aan deze sterren werd gegeven door de Franse astronoom Pierre Charles Le Monnier (1715-1799). Hedendaagse amateur astronomen zien in de sterren van de Nachtuil of Turdus Solitarius een verkleinde weergave van het sterrenbeeld Schorpioen (Baby Scorpion).
Noorderkruisbestaande uit de sterren die het vliegende lichaam van de Zwaan uitbeelden.
Noordervliegin de Ram, bestaande uit 33, 35, 39 en 41-c Arietis. De Noordervlieg was ooit een klein sterrenbeeld (Musca Borealis), maar de I.A.U. (Internationale Astronomische Unie) vond het bestaan ervan nutteloos, en aldus komt het niet meer voor op moderne sterrenkaarten. De sterren van de Noordervlieg doen wel nog dienst als asterisme.
Ruit (Lozenge)bestaande uit de vier sterren β Draconis, γ Draconis, ξ Draconis en ι Herculis (de kop van de Draak, met nog een bijgevoegde ster uit het nabijgelegen sterrenbeeld Hercules).
Schildpadin de Vissen, bestaande uit 20, 24, 27, 29, 30-YY en 33 Piscium. Dit asterisme was ooit een sterrenbeeld (Testudo), maar het werd afgevoerd door de I.A.U. (Internationale Astronomische Unie) wegens onnodig.
Sfinxbestaande uit de helderste sterren die het lichaam van de Leeuw uitbeelden.
Sikkelbestaande uit de sterren van de kop van de Leeuw.
Sporen van de springende gazellegevormd door een opvolging van opvallende sterkoppels in het zuidwestelijke gedeelte van de Grote Beer. Deze koppels zijn: ι en κ Ursae Majoris (Talitha / Al Kaprah), λ en μ Ursae Majoris (Tania Borealis / Tania Australis), ν en ξ Ursae Majoris (Alula Boreale / Alula Australe) (bron: R.H. Allen, Starnames – their lore and meaning).
Stier van Poniatowskiin de Slangendrager. Enkel de driehoekige kop van deze Poolse Stier is herkenbaar, bestaande uit 67, 68 en 70 Ophiuchi. De Stier van Poniatowski (Taurus Poniatovii) was een sterrenbeeld dat op oudere sterrenkaarten werd afgebeeld. De I.A.U. (Internationale Astronomische Unie) vond het bestaan van dit sterrenbeeld onnodig en bijgevolg ontbreekt het op hedendaagse sterrenkaarten. Tegenwoordig doet de Poolse Stier (de driehoekige kop ervan) dienst als aanwijsasterisme om de Ster van Barnard op te kunnen sporen (een tweetal graden ten noordnoordwesten ervan).
Terebellumbestaande uit de vier sterren 58-ω, 59-b, 60-A en 62-c Sagittarii. Dit vrij kleine asterisme bevindt zich in het oostelijk gedeelte van de Schutter. Sommige amateur astronomen zien in de vier sterren van het Terebellum een kruisvormig asterisme, en noemen het Herman's cross.
Theepotin de Schutter. Dit asterisme is veel herkenbaarder dan de mythologische figuur Schutter. De tuit van de theepot is gericht naar het westen, het handvat naar het oosten. Waarnemers op het zuidelijk halfrond kunnen de grote sterrenwolk van de Schutter (Great Sagittarius Starcloud) uit de tuit van de theepot zien ontsnappen (het centrum van het melkwegstelsel bevindt zich in het westelijk gedeelte van de Schutter).
Toefje van de staart van de leeuwbestaande uit de gemakkelijk waar te nemen open sterrenhoop Melotte 111. Deze sterrenhoop vormt, overeenkomstig de algemeen aanvaarde opvatting van de I.A.U. (Internationale Astronomische Unie) het sterrenbeeld Coma Berenices (Haar van Berenice). Oorspronkelijk hoorde deze sterrenhoop bij het sterrenbeeld Leeuw. Astronomen noemen het echter de Coma Star Cluster.
Valse Zuiderkruisbestaande uit de vier sterren δ Velorum, κ Velorum, ε Carinae en ι Carinae (deze sterren waren ooit onderdelen van het vroegere sterrenbeeld Argo Navis).
Vishaakbestaande uit de sterren van het achterlijf van de Schorpioen.
W of Mbestaande uit de vijf helderste sterren van Cassiopeia.
Waterkruik (Water Jar)in de Waterman. Dit asterisme bestaat uit α, γ, ζ, η en π Aquarii.
Ybestaande uit vier sterren in de Ossenhoeder en de Noorderkroon: α Bootis (Arcturus), γ Bootis (Haris), ε Bootis (Pulcherrima) en α Coronae Borealis (Gemma).
Zeven Zustersde zeer gemakkelijk waarneembare open sterrenhoop Messier 45 (Plejaden) in de Stier.
Zeven zusters van de pool (Seven Sisters of the Pole)op 0:00 / +86°45' in Cepheus, ook wel bekend als de False Pleiades of 6th magnitude. Dit is een met de verrekijker waarneembaar asterisme dat gemakkelijk kan worden opgespoord, mede omdat het betrekkelijk dicht tegen de poolster staat, en daarmee dus circumpolair is.

## Telescopische asterismen
Een ietwat aparte tak van het waarnemen van de sterrenhemel vormt het opzoeken en catalogiseren van wat amateur-astronomen telescopische asterismen noemen. De lijst van telescopische asterismen is relatief lang, maar kan door elke ervaren amateur astronoom nog langer worden gemaakt door bijvoorbeeld aandachtig de online fotografische Google-Sky of Wikisky hemelkaart te onderzoeken, ofwel m.b.v. de telescoop de sterrenhemel te scannen en aldus op zoek te gaan naar eventuele asterismen. Kennis van reeds ontdekte telescopische asterismen is vereist, alsook het ter beschikking hebben van een degelijke sterrenatlas zoals Uranometria 2000.0 of de Millennium Star Atlas. Digitale sterrenatlassen zijn ook handig omdat men kan inzoomen op elk willekeurig gebiedje in de sterrenhemel.

## Philip S. Harrington's STAR catalog (STAR= Small Telescope Asterism Roster)
- STAR 1 - Diamond Ring / Engagement Ring / Dutton 1 / Ramakers 65 (in de Kleine Beer, 2:32 / +89°00').
- STAR 2 - Chi 1, 2, 3 Fornacis / χ1, χ2, χ3 Fornacis (in het Fornuis, 3:27 / -35°50').
- STAR 3 - Kemble's Cascade Star Chain / Toothpick / Waterfall (in de Giraffe, 4:00 / +63°00').
- STAR 4 - Flying Minnow / Leaping Minnow / Little Fish / Mac Robert 1 / Mini Delphinus (in de Voerman, 5:19 / +33°40').
- STAR 5 - Arrowhead (in de Eenhoorn, 6:41 / -9°00') (= STAR 17 - Unicorn's Horn).
- STAR 6 - Sailboat Cluster (in de Kleine Leeuw, 10:14 / +31°30').
- STAR 7 - Zig-Zag / Flower / Ramakers 31 (in Hercules, 16:18 / +13°00').
- STAR 8 - X marks the spot (in de Telescoop, 18:30.4 / -46°08').
- STAR 9 - Theta Delphini Group / Bucking Horse (in de Dolfijn, 20:38 / +13°10').
- STAR 10 - Dark Lane (in de Zwaan, 21:00 / +55°00').
- STAR 11 - Cepheus OB2 Association (in Cepheus, 21:48 / +61°00').
- STAR 12 - Airplane / Arrow Cluster (in Cassiopeia, 23:20 / +62°20').
- STAR 13 - Queen's Kite (in Cassiopeia, 1:38 / +58°30').
- STAR 14 - Golf Club / Golf Putter (in Andromeda, 1:52.5 / +37°30').
- STAR 15 - Kemble's Kite / Kemble 3 / Scoop / Ramakers 9 (in Cassiopeia, 3:28 / +72°00').
- STAR 16 - Davis' Dog (in de Stier, 4:22.5 / +21°25').
- STAR 17 - Unicorn's Horn (in de Eenhoorn, 6:40.5 / -9°00') (= STAR 5 - Arrowhead).
- STAR 18 - Pakan's 3 / Minus 3 group / McDonald's "M" / Lorenzin 15 (in de Eenhoorn, 6:52.5 / -10°10').
- STAR 19 - Broken Engagement Ring (in de Grote Beer, 10:51 / +56°09').
- STAR 20 - John Wagoner's Stargate / Canali 1 / Dembowski's triangle within a triangle (in de Raaf, 12:35.7 / -12°02').
- STAR 21 - Jaws (in de Maagd, 12:38.5 / -11°30').
- STAR 22 - Mini Coathanger / Ramakers 56 (in de Kleine Beer, 16:29 / +80°13').
- STAR 23 - Backwards 5 / Backwards S (in Hercules, 16:37.8 / +31°05').
- STAR 24 - Ruby Ring / Webb 2 / Ramakers 30 (in Hercules, 18:02.5 / +26°18').
- STAR 25 - Mini-Cassiopeia / Kemble 2 / Little Queen (in de Draak, 18:35 / +72°25').
- STAR 26 - Red Necked Emu / Spiral (in de Zwaan, 20:13.8 / +36°30').
- STAR 27 - Toadstool / French 1 / Dolphin's Diamonds / Le champignon (in de Dolfijn, 21:07.3 / +16°20').
- STAR 28 - Horseshoe / Le fer a cheval / Egg / Leiter 2 (in de Zwaan, 21:08.3 / +47°14').
- STAR 29 - Lucky 7 (in Cassiopeia, 23:03 / +59°30').

## Lijst van telescopische asterismen
De lijst van telescopische asterismen is onderverdeeld volgens afnemende declinatie (van noord naar zuid), in 18 ringvormige sectoren van elk 10 graden. Sector 1 (van +90° tot +80°) en sector 18 (van -80° tot -90°) zijn alle twee schijfvormige gebieden met elk een schijnbare diameter van 20 graden. De coördinaten (Rechte klimming / Declinatie) die bij alle telescopische asterismen zijn vermeld hebben betrekking tot het jaar 2000 (Epoche 2000), overeenkomstig met de sterrenatlassen die rond dat jaar zijn verschenen.

### Van +90° tot +80° (rondom de noordelijke hemelpool, vanuit de Beneluxcircumpolair)
Harrington's STAR 1 / Dutton 1 / Ramakers 65 – Diamond Ring / Engagement Ringop 2:32 / +89°00' in de Kleine Beer.
HD 207779 groepop 21:31:10 / +86°52'06", in de Kleine beer. Een rijtje van 3 sterren, schijnbare diameter: een derde van een graad.
7 Sisters of the Pole / False Pleiades of 6th Magnitudeop 0:00 / +86°45' in Cepheus. Dit is een met de verrekijker waarneembaar asterisme dat gemakkelijk kan worden opgespoord, mede omdat het betrekkelijk dicht tegen de poolster staat, en daarmee dus circumpolair is.
Leiter 3 - Gallowsop 4:28:50 / +83°56'38", in Cepheus.
Harrington's STAR 22 / Ramakers 56 – Mini Coathangerop 16:29 / +80°13' in de Kleine Beer. Dit is een verkleinde weergave van de gekende sterrengroep Collinder 399 (Brocchi's Cluster) in het sterrenbeeld Vosje. Brocchi's Cluster heeft de opvallende vorm van een kledinghanger (Coathanger).

### Van +80° tot +70° (vanuit de Benelux circumpolair)
Alessi J0404.5+7921op 4:04:30 / +79°21'24", in de Giraffe.
HD 151623 groepop 16:36:06 / +79°02'24", in de Kleine Beer. Waarnemers met verbeelding kunnen in deze groep een miniatuur weergave van het sterrenbeeld Tweelingen zien. De ster HD 151340 fungeert als de ster Castor (α Geminorum). De ster HD 151588 als Pollux (β Geminorum).
HD 1007 groepop 0:14:50 / +77°58'42", in Cepheus, ten oosten van γ Cephei (Alrai).
HD 151043 groepop 16:37:25 / +77°54'30", in de Kleine Beer.
Sharkop 16:45 / +77°50' in de Kleine Beer.
HD 215398 groepop 22:43:44 / +77°33'48", in Cepheus.
HD 106112 groepop 12:11:15 / +77°28'54", in de Giraffe, op iets minder dan 1 graad ten noordnoordoosten van het planeet-systeem HD 104985 (Tonatiuh).
HD 142123 groepop 15:37:16 / +76°58'42", in de Kleine Beer (in de rechthoek gevormd door β, γ, ζ en η Ursae Minoris).
HD 17580 groepop 2:56:12 / +76°33'42", in Cassiopeia. Burnham schreef daarover: Chief of a Group (h 2158).
59 Draconis groepop 19:14:12 / +76°31'00".
NGC 5385op 13:52:25.0 / +76°09'54", in de Kleine Beer. Door de schaarste aan sterren in deze open sterrenhoop kan dit object aanzien worden als telescopisch asterisme.
HD 19275 groepop 3:11:56 / +74°23'37", in Cassiopeia. Dit telescopisch asterisme bestaat uit 4 sterren waarvan de noordelijkste, HD 19275, de helderste component vormt, magnitude +5. De andere drie sterren zijn HD 19438, HD 19534, en HD 19372.
HD 144652 groepop 15:57:34 / +74°06'42", in de Kleine Beer.
Ferrero 46op 18:27 / +73°44' in de Draak, 1 en een halve graad ten noordnoordwesten van het telescopisch asterisme Kemble 2 (Mini-Cassiopeia).
NGC 629op 1:38:58.7/ +72°51'59", in Cassiopeia. Dit object is een rijtje van 5 sterren dat als telescopisch asterisme kan fungeren.
Harrington's STAR 25 / Kemble 2 / Ramakers 25 / Bode 3 – Mini-Cassiopeia / Little Queenop 18:35 / +72°25' in de Draak (niet te verwarren met Ferrero 19 in de Stier). Kemble 2 bevindt zich in het gemakkelijk waarneembare asterisme Hoorn des Overvloeds (Horn of Plenty).
HD 26580 groepop 4:18:12 / +72°15'42", in de Giraffe.
HD 179729 groepop 19:07:38 / +72°08'18", in de Draak.
Harrington's STAR 15 / Kemble 3 / Ramakers 9 – Kemble's Kite / Measuring Scoopop 3:28 / +72°00' in Cassiopeia.
HD 11704 groepop 1:58:40 / +70°44'00", in Cassiopeia.
HD 213022 groepop 22:28:54 / +70°37'18", in Cepheus (nabij de Tobacco Pipe).
Tobacco Pipeop 22:30 / +70°30' in Cepheus. Dit asterisme, met de opmerkelijke vorm van een ouderwetse pijp, en ook van een saxofoon, kan met een niet al te grote telescoop of verrekijker worden waargenomen. De schijnbare diameter van dit asterisme bedraagt iets meer dan 1 graad. Het bevindt zich in het zoldergedeelte van het merkwaardige asterisme Scheef huis waar de typische vorm van het sterrenbeeld Cepheus om bekend is. De sterren van de Tobacco pipe (of Saxofoon) staan afgebeeld in de meeste sterrenatlassen zoals Uranometria 2000.0 van Wil Tirion.
HD 210884 groepop 22:10:36 / +70°08'00", in Cepheus (nabij de dubbelster Σ 2883 en de gasnevel Van den Bergh 152).

### Van +70° tot +60° (vanuit de Benelux circumpolair)
Σ 3123 groepop 12:05:30 / +68°45', in de Draak. Σ 3123 is een dubbelster in een telescopisch asterisme bestaande uit een viertal sterren. Het bevindt zich op 1 graad ten zuidwesten van het extragalactisch stelsel NGC 4236.
NGC 3231op 10:26:57.8 / +66°48'45", in de Grote beer. Dit telescopisch asterisme bevindt zich op ongeveer 2 graden ten zuiden van het sterrenstelsel IC 2574 dat bekend is als Coddington's "nebula" (galaxy).
Telescopisch rijtje van drie sterrenop 21:56 / +66°28', in Cepheus. Dit rijtje vertoont zich als een miniatuurweergave van de drie gordelsterren van Orion. Het bevindt zich net ten noorden van een asterisme dat sterk lijkt op een miniatuurweergave van het gemakkelijk herkenbaar scheef huis van Cepheus. Dit kleinere scheve huisje heeft een schijnbare diameter van ongeveer 1 en een halve graad. Het kan gemakkelijk worden opgespoord m.b.v. een klassieke verrekijker. De centrale ster van het rijtje van 3 is HD 208743.
Naamloos telescopisch asterismeop 11:12 / +66°, in de Grote Beer, vier graden ten noordnoordoosten van α Ursae Majoris (Dubhe).
Saloranta 5op 2:57:35 / +64°25'57", in Cassiopeia (nabij de planetaire nevels Abell 6 en Heckathorn-Fesen-Gull 1).
Yachtop 23:25 / +64°15', in Cepheus.
NGC 133op 0:31:18 / +63°21'00", in Cassiopeia. Alhoewel NGC 133 een open sterrenhoop is, fungeert een opvallend rijtje van 4 sterren in deze hoop als telescopisch asterisme.
Harrington's STAR 3 / Kemble 1 / Ramakers 7 (Kemble's Cascade Star Chain / Toothpick / Waterfall)een met de verrekijker waarneembare sterrenrij op 4:00 / +63°, in de Giraffe, net ten noordwesten van de open sterrenhoop NGC 1502 die als Pool van de Waterfall (de als een waterval uitziende sterrenrij) fungeert.
25 Cephei sterrenrijop 22:18 / +62°45', in Cepheus. Deze sterrenrij bestaat uit een 7 tal sterren, waaronder de ster 25 Cephei, en heeft een schijnbare lengte van 3 graden. Ze is gemakkelijk waar te nemen m.b.v. een klassieke verrekijker.
Ferrero 27 - Niebelungen ringop 15:57 / +62°32', in de Draak. Ferrero 27 is een vrij merkwaardig telescopisch asterisme dat bekend is als Niebelungen ring. Het ziet eruit als een ellipsvormige of schotelvormige ring bestaande uit een aantal sterren. Ferrero 27 bevindt zich ten oost-noordoosten van het extragalactische stelsel NGC 6015.
Harrington's STAR 12 / Ramakers 11 – Airplaneop 23:20 / +62°20', în de nabijheid van Messier 52 in Cassiopeia. Ook gekend als Arrow cluster.
NGC 358op 1:05:11 / +62°01'17", in Cassiopeia. NGC 358 is een open sterrenhoop, maar door de schaarste aan sterren (4 exemplaren in de vorm van een trapezium) kan deze hoop gerangschikt worden in de lijst van telescopische asterismen.
Trumpler 1 (Collinder 15)op 1:35:30 / +61°15', in Cassiopeia. Trumpler 1 is een open sterrenhoop, maar door de schaarste aan sterren (4 exemplaren in de vorm van een rijtje) kan deze hoop gerangschikt worden in de lijst van telescopische asterismen.
Harrington's STAR 11 – Cepheus OB2 Associationop 21:48 / +61°00', in Cepheus.
Burnham 1100 groep (β 1100 groep)op 1:15 / +60°55', in Cassiopeia. Dit telescopisch asterisme bestaat uit de sterren HD 7252, HD 7331, HD 7370, alsook de dubbelster Burnham 1100.
NGC 7510 - Diamond Broochop 23:12 / +60°34', in Cepheus. NGC 7510 is een open sterrenhoop met de typische karakteristieken van een telescopisch asterisme. De astronomen Lloyd Motz en Carol Nathanson noemen het de Diamond Brooch in hun boek The Constellations (1988).
Stock 23 (Pazmino's Cluster)een open sterrenhoop op 3:16 / +60°, op de grens van Cassiopeia en Giraffe, maar door de schaarste aan sterren kan het gecatalogiseerd worden in de lijst van telescopische asterismen. Dit asterisme bevat de dubbelster Σ 362.

### Van +60° tot +50° (vanuit de Benelux circumpolair)
Naamloos boogvormig of half cirkelvormig rijtje van 5 sterrenop 1:54:31 / +59°53'37", in Cassiopeia. Dit boogje bestaat uit de sterren HD 11517, HD 11472, HD 11463, HD 236905, en HD 236908, en bevindt zich op een halve graad westzuidwestelijk van de enigszins driehoekvormige open sterrenhoop NGC 743. Het boogvormig rijtje is aldus afgebeeld op kaart 37 in Wil Tirion's Uranometria 2000.0 sterrenatlas.
15 Cephei + OΣ 461 groepop 22:04 / +59°50', in Cepheus. Dit telescopisch asterisme bestaat uit vier sterren waartoe 15 Cephei en OΣ 461 behoren. Het is gemakkelijk te herkennen op kaart 57 in Wil Tirion's Uranometria 2000.0 sterrenatlas. Ook met behulp van een gewone verrekijker is het gemakkelijk op te sporen. Deze groep bevindt zich niet ver van de gelijkbenige driehoek gevormd door de sterren δ Cephei, ε Cephei, en ζ Cephei, in het zuidelijkste gedeelte van het asterisme dat bekend staat als het Scheef huis (Cepheus). Fine field (T.W.Webb in diens Celestial Objects for Common Telescopes, Volume 2: The stars).
Harrington's STAR 29 – Lucky 7op 23:03 / +59°30', in Cassiopeia.
1 Cassiopeiae groepop 23:06:37 / +59°25'11".
Harrington's STAR 13 / Ramakers 12 – Queen's Kiteop 1:38 / +58°30', in Cassiopeia. Dit asterisme bevat o.a. de ster 39-χ Cassiopeiae.
Naamloos telescopisch rijtje van 4 sterrenop 16:05' / +58°20', in de Draak, 3/4 graad ten zuidoosten van 13-θ Draconis.
Leiter 13 - Little Herculesop 23:27:20 / +58°07'40", in Cassiopeia.
Naamloos telescopisch sterrenrijtjeop 16:31 / +57°45', in de Draak. Dit telescopisch asterisme bestaat uit een aantal zwakke sterren, gerangschikt als een noord-noordwest/zuid-zuidoost gericht rijtje. Midden in dit rijtje bevindt zich het extragalactische stelsel NGC 6187, ontdekt door de Amerikaanse astronoom Charles Augustus Young. Dit werd C. A. Young's eerste en enige ontdekking van een astronomisch object dat vervolgens werd opgenomen in de New General Catalogue (NGC).
Ferrero 6 - Eiffel Tower / Teepeeop 13:09 / +57°33', in de Grote Beer (drie graden ten noordwesten van Mizar en Alcor). Dit asterisme ziet eruit als de Eiffeltoren of een Indianentent (Tipi) en kreeg dan ook de bijnamen Eiffel Tower en Teepee omdat het een driehoekige vorm heeft.
Leiter 8 - Little Wop 0:55:20 / +57°16'53", in Cassiopeia.
Galactic G (HD 144082)op 16:02:01 / +56°24'54", in de Draak. Dit is een uiterst zwak cirkelvormig telescopisch asterisme bestaande uit een drietal sterren van magnitude 8 en een reeks veel zwakkere sterren die, volgens sommige amateur astronomen, allen tezamen een letter G vormen. Enige verbeeldingskracht is vereist om in dit cirkelvormig asterisme een G te zien.
Harrington's STAR 19 / Ramakers 51 – Broken Engagement Ringop 10:51 / +56°10', in de Grote Beer, ten westen van β Ursae Majoris (Merak).
Sachariassen 1op 10:50:34 / +56°07'36", in de Grote Beer (waarschijnlijk de Broken Engagement Ring, zie STAR 19 / Ramakers 51).
Trumpler 2op 2:37 / +55°55', in Perseus. Het object Trumpler 2 is door de IAU gecatalogiseerd alszijnde een open sterrenhoop, maar kan, door de schaarste aan sterren, gerangschikt worden in de lijst van telescopische asterismen. Dit asterisme ziet eruit als een onregelmatig sterrenrijtje. Het kan gemakkelijk worden waargenomen m.b.v. elk type telescoop. Het bevindt zich op een tweetal graden ten zuidoosten van de bekende dubbele sterrenhoop NGC 869 / NGC 884 (h + χ Persei).
15-η Persei groepop 2:50:42 / +55°53'44", in Perseus. Een groepje met als hoofdster Miram (Eta Persei). Deze ster is in R. H. Allen's Starnames, their lore and meaning beschreven als een schijnbare miniatuurweergave van Jupiter en de vier Galileische manen.
46-c Draconis tripletop 18:42:38 / +55°32'20", in de Draak. Dit telescopisch asterisme bestaat uit een rijtje van drie sterren. De helderste van de drie is 46-c Draconis met aan diens noord-noordwestelijke en zuid-zuidoostelijke kant een schijnbaar nabijgelegen ster van iets mindere helderheid. Dit asterisme kan als gids fungeren om op zoek te gaan naar het extragalactische stelsel NGC 6691 dat op minder dan een graad ten west-noordwesten ervan te vinden is.
HD 15253 boogop 2:32:12.01 / +55°27'29.2", in Perseus. Deze boog bestaat uit de vijf sterren HD 15235, HD 15407, HD 15559, HD 15642, en HD 15667. De schijnbare diameter ervan is ongeveer drievierde van een graad, en kan met elke klassieke verrekijker of met de zoeker van een telescoop worden waargenomen.
Harrington's STAR 10 – Dark Laneop 21:00 / +55°00', in de Zwaan.
Ramakers 54 – The Spadeop 9:43 / +53°17', in de Grote Beer. 11 sterren vormen een schop, ongeveer halfweg tussen de sterren θ en φ Ursae Majoris.
Leiter 7 - Cygnus Boxop 22:01:43 / +52°58'02", in de Zwaan.
Streicher 59op 22:12:45 / +52°52'42", in de Hagedis (ten oosten van de open sterrenhoop IC 1434).
Gas pump handleop 13:38 / +52°50', in de Grote Beer.
9 Aurigae groepop 5:06:52 / +51°39'30", in de Voerman. Dit telescopisch asterisme omvat de relatief heldere dubbelster 9 Aurigae met ten noord-noordoosten ervan een boogvormig of geknakt rijtje dat uit een viertal zwakkere sterren bestaat.
Naamloos boogvormig rijtje van 4 sterrenop 21:56 / +51°31', in de Zwaan, net ten zuidwesten van de planetaire nevel PK 97-2.1 (M2-50). De noordelijkste van deze vier sterren is HD 235668, de zuidelijkste is HD 235669 (bron: Wikisky). Dit boogvormig rijtje staat afgebeeld op kaart 57 in Wil Tirion's Uranometria 2000.0 sterrenatlas.
Streicher 60op 22:23:20 / +51°02'54", in de Hagedis (ten noordoosten van de planetaire nevel IC 5217).
- Alle objecten met declinatie +51° kunnen, vanuit de Benelux gezien, tot in het zenit klimmen. De ster γ Draconis (Eltanin) in de kop van de Draak kreeg om deze reden de bijnaam Zenit ster.

### Van +50° tot +40° (vanuit de Benelux circumpolair)
22 Lyncis groepop 7:30 / +49°57', in de Lynx (groepje net ten noorden van 22 Lyncis).
Saxophoneop 3:24 / +49°52', in Perseus. Dit asterisme maakt deel uit van de gemakkelijk waar te nemen sterrengroep Melotte 20 (Collinder 39) nabij de ster 33-α Persei, in Perseus.
NGC 7150op 21:50:24.1 / +49°45'24", in de Zwaan. Dit object is officieel erkend als zijnde een open sterrenhoop, maar kan, dankzij de eigenaardige vorm ervan (een hoefijzer), gerangschikt worden in de lijst van de telescopische asterismen.
Alessi 1 / Le Drew 1 / Saloranta-Holmström 1op 0:53:27 / +49°34'11", in Cassiopeia.
Perseus Cluster (Melotte 20 / Collinder 39)op 3:28 / +49°00', in Perseus. Deze sterrengroep is vrij gemakkelijk waar te nemen met behulp van elk type verrekijker. Te vergelijken met Melotte 111 in het Haar van Berenice (de Coma Star Cluster) en de Hyaden in de Stier (Taurus).
Chiravalle 1 – Candle and Holderop 18:01 / +47°59', in Hercules.
Naamloos sterrengroepje gelijkend op de Pleiaden (Messier 45)op 20:05 / +47°32', in de Zwaan.
NGC 6229 driehoekop 16:46 / +47°31', in Hercules. NGC 6229 is een bolvormige sterrenhoop, deze bolhoop vormt een driehoekig telescopisch asterisme met twee sterren ten westen en ten zuidwesten ervan. T.W. Webb: Beautifully grouped in a triangle with two 6 mg. stars.
TPK 1 (Teutsch-Patchick-Kronberger 1)op 23:39 / +47°30', in Andromeda, een graad ten noordnoordoosten van λ Andromedae in het vroegere sterrenbeeld Frederici Honores (Gloria Frederici, Frederick's Glory).
Vultus Irrisorieop 19:53 / +47°16', in de Zwaan.
Harrington's STAR 28 / Leiter 2 – Horseshoe / Eggop 21:08.3 / +47°14', in de Zwaan.
NGC 1146op 2:57:37.0/ +46°26'13", in Perseus. Dit object is een groepje sterren dat als telescopisch asterisme aanzien kan worden.
Chinese Kiteop 17:58 / +45°50', in Hercules.
Small Fishop 0:50 / +44°56', in Andromeda.
VX Andromedae groepop 0:18 / +44°40'. Dit telescopisch asterisme bestaat uit 5 sterren waaronder de opvallend roodkleurige variabele ster VX Andromedae die zich aan het oostelijk uiteinde van het groepje bevindt. VX Andromedae is een koolstofster en werd door Robert Burnham, Jr. beschreven als een Exceptionally red star. Minder dan een graad ten zuiden van dit groepje is de nabije ster Groombridge 34 (Gliese 15) te vinden.
OΣ 500op 23:37 / +44°25', in Andromeda. T.W.Webb nam op 15' ten noord-noordoosten van de dubbelster OΣ 500 een merkwaardig groepje waar, bestaande uit een viertal sterren in de vorm van een ruit. Dit ruitvormige groepje en de dubbelster OΣ 500 bevinden zich in het gemakkelijk waarneembare asterisme dat vroeger het sterrenbeeld Gloria Frederici was.
Little Orionop 20:56 / +43°34', in de Zwaan.
Catena Caesop 19:45 / +42°33', in de Zwaan, een telescopische sterrenrij op twee en een halve graad ten zuiden van δ Cygni, 1 graad ten oosten van 14 Cygni. Deze sterrenrij bevat de ster HD 186883.
Lederman 1 - Black widow spiderop 2:27 / + 42°19', in Andromeda.
NGC 1334op 3:30:01 / +41°49'57", in Perseus. NGC 1334 is een extragalactisch stelsel waaroverheen een rij van 6 sterren loopt. Deze 6 sterren horen niet bij dit extragalactisch stelsel maar wel bij het melkwegstelsel. Het rijtje sterren is toevallig in dezelfde richting als het stelsel NGC 1334 te zien, wat dit stelsel extra herkenbaar maakt.
NGC 1330op 3:29:04.0 / +41°40'27", in Perseus. Dit telescopisch object bestaat uit een aantal sterren met een merkwaardige kruisvorm.
Patchik 56op 20:24 / +41°37', in de Zwaan. 2 sterren vormen met een rijtje van 4 sterren ten zuiden ervan een trapezium. Patchik 56 bevindt zich nabij de open sterrenhoop Collinder 421.
Telescopisch rijtje van drie sterrenop 19:36:32 / +41°, in de Zwaan. De noordelijkste ster van dit rijtje (HD 185266) heet volgens de digitale Wikisky sterrenkaart Lia.
NGC 6910een open sterrenhoop op 20:23 / +40°46', in de Zwaan, maar is dankzij de eigenaardige vorm ervan eerder een telescopisch asterisme (Rocking Horse Cluster) (schommelpaard sterrenhoop).
Home Plateop 0:07 / +40°35', in Andromeda (vijfhoek van 5 sterren).
Waterloo 2op 5:28 / +40°20', in de Voerman. Dit telescopisch asterisme bestaat uit 4 sterren in de vorm van een ruit.
HD 175841 groepop 18:55 / +40°10', in de Lier, twee graden ten oostnoordoosten van ε1 en ε2 Lyrae (de Dubbel-dubbel ster).

### Van +40° tot +30°
- Het gebied in de noordelijke sterrenhemel van +90° tot +39° is circumpolair voor Nederland en België. De heldere ster Alpha Lyrae (Wega) heeft een declinatie van +38°45'. Voor Nederlandse en Belgische kustbewoners is Wega dus een ideaal telescopisch object om de ondergang en opkomst van deze oostwaarts bewegende heldere ster aan de noordelijke zeehorizon te observeren. Gedurende de extreem lage stand van deze ster, voor de ondergang en na de opkomst ervan, kunnen er zich chromatische dispersieverschijnselen aan het vervormde beeld van deze ster vertonen.

ΟΣΣ 17 groepop 1:24:30 / +39°02', in Andromeda. T.W. Webb: Pretty Group.
Eklund's "J"op 20:23:40 / +38°58'00", in de Zwaan.
NGC 2419 tripletop 7:38 / +38°50', in de Lynx. Dit drieledig telescopisch asterisme bestaat uit twee sterren en de bolvormige sterrenhoop NGC 2419 (Intergalactic Wanderer), die alle drie samen een rijtje vormen. Het opsporen van het relatief zwakke object NGC 2419 kan efficiënt verlopen door eerst de twee gidssterren op te zoeken, om aldus op die manier bij NGC 2419 te komen.
Dolidze-Dzimselejsvili 6 – Mini Scorpiusop 16:45 / +38°21', in Hercules. DoDz 6 is een open sterrenhoop bestaande uit slechts 5 sterren, en kan daarom gerangschikt worden in de lijst van de astronomische asterismen. Het vergt echter nogal wat verbeeldingskracht om er een verkleinde weergave van het sterrenbeeld Schorpioen in te herkennen. In ieder geval laat Google Sky een compact groepje van 5 dicht tegen elkaar geplaatste sterren zien. Het bevindt zich op 1 graad ten zuidoosten van de ster 44-η Herculis. Deze ster vormt de noordwestelijke hoek van het gemakkelijk waarneembare asterisme Keystone.
Inch Wormop 9:05 / +38°16', in de Lynx. Dit telescopisch asterisme bestaat uit een rij van 11 sterren met curve in het midden, lijkend op een rups. De schijnbare diameter van dit asterisme bedraagt 1 graad.
Chaple 1 / HD 190466 groep / Ramakers 20 – Cygnus Fairy Ring / Chaple's Arcop 20:04 / +38°10', in de Zwaan.
Dolidze-Dzimselejsvili 5 – Anchorop 16:27 / +38°04', in Hercules.
Triangle Clusterop 1:54 / +38°, in Andromeda. Een driehoek met een lange reeks sterren.
Caneop 19:48 / +37°43', in de Zwaan.
Saloranta 10op 5:24:53 / +37°32'12", in de Voerman (nabij 21-σ Aurigae).
Harrington's STAR 14 / Ramakers 1 – Golf Putter / Golf Clubop 1:52.5 / +37°30', in Andromeda, net ten zuidwesten van de open sterrenhoop NGC 752, waarbij deze sterrenhoop fungeert als golfbal.
11 Cygni groepop 19:36:32 / +37°05'30", in de Zwaan.
Stephenson 1 – Delta Lyrae Clusterop 18:54 / +37°, in de Lier, waar δ1 en δ2 Lyrae deel van uitmaken.
Harrington's STAR 26 – Red Necked Emuop 20:13.8 / +36°30', in de Zwaan.
10 Leo Minoris groepop 9:34 / +36°23', in de Kleine leeuw.
Upgren 1een open sterrenhoop op 12:35 / +36°20', in de Jachthonden, maar dient aanzien te worden als telescopisch asterisme. Dit object kan ook met verrekijkers worden waargenomen. Upgren 1 staat op vier en een halve graad ten westzuidwesten van α Canum Venaticorum (Cor Caroli) en op iets minder dan een graad ten noordnoordoosten van het sterrenstelsel NGC 4534. Upgren 1 bestaat uit slechts 5 sterren, en is door astronomen algemeen beschouwd als het restant van een open sterrenhoop.
NGC 272op 0:51 / +35°49' in Andromeda is officieel een open sterrenhoop, maar eigenlijk is het een telescopisch asterisme dankzij het merkwaardig boogvormige (of L-vormige) uitzicht van deze groep.
Baseball diamondop 20:02 / +35°20', in de Zwaan. Een groepje sterren in de vorm van de hoek van een honkbalveld, waaronder de ster Espin 202.
Smiley Face / Cheshire Catop 5:27 / +35°, in de Voerman. 8 sterren vormen een lachend gezichtje (een Smiley, of een grijnzende kat zoals van Alice in Wonderland).
55 Persei tripletop 4:24:30 / +34°10', in Perseus. Dit asterisme bestaat uit een rijtje van drie sterren. De twee helderste sterren van dit rijtje kregen de aanduidingen 55 en 56 Persei. De iets minder heldere ster is HD 27770. Anderhalve graad ten noordoosten van dit rijtje is de gasnevel NGC 1579 te vinden (Northern Trifid nebula).
Graczewski 1 – Stephan's Testop 22:37 / +34°08', in Pegasus. Nabij het Kwintet van Stephan.
27, 28, 30 Leo Minoris groepop 10:24 / +34°, in de Kleine leeuw. Dit asterisme is een vierhoek waarvan de schijnbare diameter 1/2 graad bedraagt. De noordelijke hoek van dit asterisme is de dubbelster OΣΣ 104. Een niet al te grote telescoop of verrekijker volstaat om dit asterisme te zien te krijgen.
Harrington's STAR 4 – Leaping Minnow / Flying Minnowop 5:18 / +33°30', in de Voerman. Dit relatief gemakkelijk waarneembare asterisme wordt gevormd door de sterren 14, 16, 17, 18, 19 en IQ Aurigae. Het volstaat om er met behulp van een niet al te grote telescoop of verrekijker naar op zoek te gaan.
Melotte 31 – Lacrosse Racketop 5:18 / +33°22', in de Voerman.
NGC 737op 1:56:40.8 / +33°03'01", in de Driehoek. NGC 737 is een rijtje van drie sterren, zich vanaf de Aarde gezien zeer dicht tegen het extragalactisch stelsel NGC 736 vertonend.
NGC 453op 1:16:17.4 / +33°01'46", in de Vissen. NGC 453 is een rijtje van drie sterren nabij de ster HD 7578.
Kangarooop 15:00 / +33°00', in de Ossenhoeder.
NGC 370 / NGC 372op 1:06:34.9 / +32°24'44", in de Vissen. NGC 370 (of 372) is een driehoekig telescopisch asterisme.
NGC 843op 2:11:08.1 / +32°05'49", in de Driehoek. NGC 843 is een groepje van drie sterren, een driehoek vormend.
Harrington's STAR 6 – Sailboat Clusterop 10:14 / +31°30', in de Kleine Leeuw, waar 22 Leo Minoris deel van uitmaakt.
Harrington's STAR 23 – Backwards 5 / Backwards Sop 16:36 / +30:45', in Hercules. Dit telescopisch asterisme ziet eruit als een sterrenrij in de vorm van een gespiegelde nummer 5 of letter S. De noordelijke en zuidelijke uitlopers van deze sterrenrij tonen elk sterren die iets helderder zijn. Dit asterisme bevindt zich op 1 graad ten zuidwesten van de ster 40-ζ Herculis. Deze ster vormt tevens de zuidwestelijke hoek van het gemakkelijk waarneembare asterisme Keystone. In T.W.Webb's Celestial objects for common telescopes, Volume 2: The stars, staat het 5- of S-vormig telescopisch asterisme beschreven als een Recurved line of small stars proceeding from 7.5 magnitude star.
NGC 603op 1:34:44.0/ +30°13'58", in de Driehoek. Dit object is een telescopisch asterisme dat bestaat uit drie sterren in de vorm van een driehoekje. Dit asterisme bevindt zich, vanaf de Aarde gezien, dicht tegen de zuidelijke rand van het extragalactisch stelsel Messier 33.
Meerschaum Pipeop 19:51 / +30°07', in de Zwaan.

### Van +30° tot +20°
Ramakers 50 – Triangulum Minorop 2:20 / +30°, in de Driehoek.
Renou 18op 1:14 / +30°, in de Vissen. Dit telescopisch asterisme heeft de vorm van Superman's "S".
Burnham 1258 groep (β 1258 groep)op 20:00 / +29°55', in de Zwaan. Dit groepje van 4 sterren bevindt zich op 67° in de galactische evenaar, en is afgebeeld op kaart 119 in Wil Tirion's Uranometria 2000.0 sterrenatlas.
12 Trianguli groepop 2:28:22 / +29°47'48", in de Driehoek.
Markov 1 – Mini Teapotop 17:57 / +29°25', in Hercules, net ten noorden van ξ Herculis. Dit telescopisch asterisme ziet eruit als een miniatuurweergave van de gemakkelijk te herkennen theepot figuur in de Schutter.
Little Leo (Lovett 1)op 7:50 / +28°47', in de Tweelingen. 12 sterren die een verkleinde weergave vertonen van de Leeuw.
HD 4798 groepop 0:50 / +28°22', in de Vissen. 7 sterren vormen een vliegende vleugel (Flying Wing). Dit groepje bevindt zich net op de IAU grenslijn tussen de sterrenbeelden Vissen en Andromeda.
Ferrero 37op 6:16 / +28°13', in de Voerman. Ferrero 37 is een L-vormig asterisme bestaande uit vijf sterren.
Ferrero 14op 5:41 / +28°06', in de Stier, nabij het supernovarestant Simeis 147 (Spaghetti nebula).
Collinder 21 – David's D / Golf putterop 1:50 / +27°04', in de Driehoek. Dit is een telescopisch asterisme in de vorm van een halve cirkel. Collinder 21 is te vinden op twee en een halve graad ten zuidzuidwesten van α Trianguli (Ras Al Mothallah).
18, 19, 20 Vulpeculae driehoekop 20:11 /+26°48', in het Vosje. Deze driehoek met een schijnbare diameter van ongeveer een halve graad kan als gids worden gebruikt om de open sterrenhoop NGC 6882 op te sporen, waar de ster 20 Vulpeculae deel van uitmaakt.
Ferrero 19op 5:58 / +26°44', in de Stier. Dit asterisme ziet eruit als een miniatuurweergave van Cassiopeia (niet te verwarren met Kemble 2, Mini Cassiopeia, in de Draak).
Leiter 14 - Lying Shieldop 23:40:02 / +26°37'45", in Pegasus.
Ferrero 5op 5:43 / +26°25', in de Stier, nabij het supernovarestant Simeis 147 (Spaghetti nebula).
NGC 2248op 6:34:35.3 / +26°18'21", in de Tweelingen. Dit object is officieel gecatalogiseerd als zijnde een open sterrenhoop, doch door de schaarste aan sterren is het eerder een telescopisch asterisme.
Harrington's STAR 24 / Webb 2 / Ramakers 30 – Ruby Ring / Webb's Wreathop 18:02.5 / +26°18', in Hercules.
Melotte 111 / Collinder 256 (Coma Star Cluster)op 12:22 / +25°48', in het Hoofdhaar. Dit is een zeer gemakkelijk waar te nemen open sterrenhoop (of met de verrekijker waarneembaar asterisme). Deze open sterrenhoop heeft nog dienst gedaan als onderdeel van de Leeuw (het borstelige einddeel van de staart van de leeuw) (tuft of Leo's tail).
Leiter 11 - Lassoloopop 6:43:41 / +25°20'00", in de Tweelingen.
57 Herculis groepop 16:57:38 / +25°10'48".
83 Herculis quartetop 17:42 / +24°30', in Hercules. Dit asterisme bestaat uit een onregelmatig gevormde groep van 4 sterren met een schijnbare diameter van 2/3 graad. De twee meest oostelijk gelegen sterren kregen de aanduidingen 83 en 84 Herculis. De meest westelijke ster kreeg de aanduiding Σ 2194.
Omega-2 CNC Cascadeop 8:04 / +24°30', in de Kreeft. Dit asterisme is een sterrenrij die gemakkelijk kan worden waargenomen m.b.v. een verrekijker. Deze sterrenrij bevindt zich ten zuidoosten van de ster 2-ω Cancri.
Pothier 1 / Leiter 1 - Edgeop 6:37 / +24°11', in de Tweelingen, ten westzuidwesten van 27-ε Geminorum (Mebsuta).
Dolidze-Dzimselejsvili 8 (DoDz 8)op 17:26:13.78 / +24°08'04.6, in Hercules. Een groepje bestaand uit 6 sterren.
NGC 6210 - gelijkbenig driehoekjeop 16:45 / +23°40', in Hercules. Dit telescopisch asterisme bestaat uit de planetaire nevel NGC 6210 (Turtle nebula) en twee schijnbaar nabij gelegen sterren die alle drie samen een gelijkbenig driehoekje met diameter 1/3 graad vormen. Daar NGC 6210 wel eens verward kan worden met een gewone ster omdat het er vrij compact uitziet, kunnen de twee schijnbaar nabij gelegen sterren dienst doen als gidsen om dit object m.b.v. een telescoop op te sporen. Dit driehoekje staat ook afgebeeld in de meeste sterrenatlassen zoals Uranometria 2000.0 van Wil Tirion.
Delphinus Minoreen met de verrekijker waarneembare miniatuurweergave van de Dolfijn, op 23:02 / +23°, in Pegasus.
SAO 80149 groepop 8:23:25 / +21°51'31", in de Kreeft. Deze groep is een korte sterrenrij op een 4 tal graden ten westnoordwesten van de open sterrenhoop Messier 44. Deze sterrenrij is afgebeeld op kaart 141 van Wil Tirion's Uranometria 2000.0 sterrenatlas (eerste uitgave 1987). De helderste ster in deze rij is TYC 1390-179-1 (bron: WIKISKY).
Leiter 16op 7:27:50 / +21°40'00", in de Tweelingen, nabij de dubbelster 63 Geminorum.
Lorenzin 1 - Spermatozoon / Barbeque Forkop 5:43 / +21°30', in de Stier. Dit telescopisch asterisme heeft de vorm van een lange sterrenrij ten oost-noordoosten van de ster 123-ζ Tauri. Deze sterrenrij is opgenomen in de foto van Messier 1 en omgeving in Günther Roth's boek Elsevier's gids van sterren en planeten, blz 181.
Harrington's STAR 16 – Davis' Dogop 4:22.5 / +21°25', in de Stier. Een vrij gemakkelijk waarneembaar asterisme dat echter veel verbeelding vergt om er een hond in te zien. De sterren κ Tauri, υ Tauri, ω Tauri, 53 Tauri, 56 Tauri, en 72 Tauri maken deel uit van deze hond.
Fish Hookop 4:25 / +21°15', in de Stier.
French 3 – Mini Dragonflyop 19:43 / +21°11', in het Vosje.
Collinder 399 (Al Sufi's cluster / Brocchi's Cluster / Coathanger)op 19:26 / +20°, in het Vosje. Dit zeer gemakkelijk waar te nemen asterisme heeft de opmerkelijke vorm van een onderste-boven hangende kledinghanger (coathanger). Collinder 399 is een ideaal object om tijdens zomernachten te tonen aan bezoekers van volkssterrenwachten. Tevens kunnen pogingen ondernomen worden om het gedeelte van de melkweg in de nabijgelegen sterrenbeelden Arend, Zwaan, en Schild van Sobieski waar te nemen. Om de typische vorm van de kleerhanger te zien te krijgen volstaan relatief kleine verrekijkers. Collinder 399 heeft een schijnbare diameter van ongeveer 2 graden. In dit asterisme bevinden zich de sterren 4, 5, en 7 Vulpeculae. Aan het oostelijk uiteinde van dit asterisme is de open sterrenhoop NGC 6802 te vinden.

### Van +20° tot +10°
Messier 44 (Praesepe)op 8:40 / +19°59', in de Kreeft. Messier 44 is een open sterrenhoop die vrij gemakkelijk kan worden waargenomen met behulp van kleine telescopen. Het object heeft een schijnbare diameter van ongeveer 1 graad. Door de aanwezigheid van een aantal vrij heldere sterren in deze hoop kan het ook als telescopisch asterisme worden aanzien. Bovendien bevindt dit object zich in een vierhoekig asterisme dat bestaat uit de sterren 43-γ Cancri (Asellus Borealis), 47-δ Cancri (Asellus Australis), 33-η Cancri, en 31-θ Cancri.
Naamloos rijtje van drie sterrenop 18:03 / +19°40', in Hercules. Dit telescopisch asterisme bestaat uit een rijtje van drie sterren met een schijnbare diameter van ongeveer 1/5 graad. Het bevindt zich in het door de IAU afgevoerde sterrenbeeld Cerberus dat samen met het eveneens afgevoerde sterrenbeeld Ramus Pomifer het zuidoostelijk gedeelte van Hercules in beslag neemt. Het rijtje van drie is vermeld in T.W.Webb's Celestial Objects for Common Telescopes, Volume 2: The Stars, bladzijde 145 (three stars in line).
Curved Arrowop 12:53 / +19°30', in het Hoofdhaar (Haar van Berenice), op iets minder dan 2 graden ten zuiden van de ster 35 Comae Berenices.
NGC 2218op 6:24:41.5 / +19°20'35", in de Tweelingen. Dit telescopisch asterisme bestaat uit een groepje van 5 sterren.
L of boogvormig telescopisch asterismeop 7:02:23 / +19°13'47" in de Tweelingen. Dit asterisme bevindt zich, vanaf de aarde gezien, op ongeveer anderhalve graad ten zuidzuidwesten van de ster Mekbuda. De lucida of helderste ster in dit asterisme is HD 52525.
Sand Shovelop 13:15 / +19°00', ongeveer 1 graad ten noordnoordoosten van de gelijkbenige driehoek gevormd door de ster 42-α Comae Berenices (Diadem) en de twee bolvormige sterrenhopen NGC 5024 (Messier 53) en NGC 5053.
Picot 1 / Ramakers 6 – Napoleon's Hatop 14:15 / +18°35', in de Ossenhoeder, net ten zuiden van α Bootis (Arcturus).
Ponsot 1op 19:36 / +18°19', in de Pijl (westnoordwest van α Sagittae).
HD 179586 groepop 19:12:28 / +18°00'07", in de Pijl. Een sterrenrijtje bestaande uit de sterren HD 179586, HD 179507, HD 179423, en HD 230852, vergezeld van een zich iets zuidelijker bevindende vijfde ster, HD 179398, die het groepje een parachute of paraglider achtig uitzicht geeft.
Diadem driehoekop 13:13 / +17°45', in het Haar van Berenice. Dit is een asterisme dat bestaat uit een gelijkbenige driehoek gevormd door de ster 42-α Comae Berenices (Diadem) en twee bolvormige sterrenhopen: NGC 5024 (Messier 53) en NGC 5053. De schijnbare diameter van dit driehoekig asterisme bedraagt iets meer dan 1 en een halve graad. De ster Diadem kan tijdens het opzoeken van de twee bolvormige sterrenhopen fungeren als gidsster. Net ten noordnoordoosten van deze driehoek is een onregelmatig asterisme te vinden dat bestaat uit een tiental sterren. Het kreeg de naam Sand Shovel. De diameter van dit asterisme bedraagt eveneens 1 en een halve graad.
13 Sagittae groepop 20:00:00 / +17°36'36", in de Pijl.
Lorenzin 4 / Ramakers 56 – Arrow Chainop 19:55 / +17°18', in de Pijl.
Dolidze Dzimselejsvili 1 (DoDz 1)op 2:47:25.39 / +17°15'49.7", in de Ram. Een groepje bestaand uit een zestal sterren, op ongeveer een halve graad ten zuidwesten van π Arietis.
Double Triangleop 4:32 / +17°00', in de Hyaden (de kop van de Stier). Omtrent dit asterisme bestaat wat verwarring. Het zou kunnen dat het de ietwat complex uitziende driehoek betreft die samengesteld is uit de sterren 77 Tauri (Theta-1 Tauri), 78 Tauri (Theta-2 Tauri), 80 Tauri, 81 Tauri, en de dubbelster Hu 1080. Deze driehoek toont aan iedere hoek een koppel sterren, waardoor dit asterisme eruitziet als een stelsel van twee driehoeken die concentrisch lichtjes verschoven zijn ten opzichte van elkander. Door de gelijkzijdige vorm van deze samengestelde driehoek kan dit asterisme tevens dienst doen als ijkmiddel om de schijnbare diameter van het beeldveld (van de telescoop) te bepalen.
γ Geminorum groep (Gamma Geminorum groep)op 6:32:12 / +16°41'00", in de Tweelingen.
Naamloos telescopisch asterismeop 7:37:47.0 / +16°31'3.0", in de Tweelingen. Dit telescopisch asterisme ziet eruit als een samengebundeld groepje van 5 sterren.
Harrington's STAR 27 / French 1 – Toadstool / Dolphin's diamonds / Le champignonop 21:07.3 / +16°20', in de Dolfijn. Dit asterisme heeft de vorm van een paddenstoel met in de (schijnbare) nabijheid ervan het extragalactisch stelsel NGC 7025.
Poskus 1 - Fly Swatterop 20:46 / +16°20', net ten noordwesten van de dubbelster γ Delphini in de Dolfijn.
NGC 7772op 23:51:46.3 / +16°14'44", in Pegasus. Dit object werd geklasseerd als zijnde een open sterrenhoop, maar door de schaarste aan sterren kunnen we het eerder aanzien als een telescopisch asterisme. Zie ook bladzijde 1393 in Burnham's Celestial Handbook.
NGC 6353op 17:21:12.4 / +15°41'18", in Hercules. Dit telescopisch asterisme bestaat uit 5 sterren in de vorm van een ruit of een vierhoek met in het centrum ervan de vijfde ster.
Naamloos telescopisch asterismeop 7:52:14.0 / +15°31'23.0", in de Tweelingen. Dit telescopisch asterisme ziet eruit als een halve cirkel, of een "C".
Dolidze-Dzimselejsvili 7 – Sailboatop 17:11 / +15°29', in Hercules.
Greg's 3op 9:37:30 / +15°20', in de Leeuw. Dit telescopisch asterisme heeft de vorm van een gestileerde 3 met een schijnbare diameter van 1/3 graad. Dit asterisme bevat de ster HD 83225, ook wel bekend als de ster van Scheiner (Scheiner's star).
Mini Northern Crossop 0:10 / +15°18', in Pegasus.
Ferrero 51 - Le sosie de Messier 73op 18:49 / +14°02', in Hercules. Dit telescopisch asterisme kan beschouwd worden als dubbelganger van het asterisme Messier 73.
NGC 2169 - "37" / "LE" / Shopping Cart Clusterop 6:08 / +13°57', in Orion. NGC 2169 werd officieel gecatalogiseerd als een open sterrenhoop, maar heeft alle karakteristieken van een telescopisch asterisme, mede door de opvallende gelijkenis met het nummer "37" of de letters "LE". Verder zien sommige amateur astronomen er een winkelkarretje in (Shopping Cart Cluster).
Aquila V groepop 18h59m46s / +13°49'19", in de Arend.
Elosser 2op 6:08:03 / +13°44'05", in Orion (ten zuiden van de open sterrenhoop NGC 2169, bekend als het "37" of "LE" asterisme).
Harrington's STAR 9 – θ Delphini Group / Bucking Horse with Cowboyop 20:38 / +13°10', in de Dolfijn.
Sudor Ophiuchiop 17:08 / +13°02', in Hercules. Dit is een met de verrekijker waarneembaar asterisme met een schijnbare diameter van 3 graden.
Harrington's STAR 7 / Ramakers 31 – Zig-Zag / Flowerop 16:18 / +13°, in Hercules. Dit asterisme bestaat uit een slangvormige rij sterren met een schijnbare lengte van 1 en een halve graad. Het bevindt zich ten noordoosten van de planetaire nevel IC 4593 (White eyed pie).
Burnham 571 groepop 6:39:30 / +12°59, in de Tweelingen. Deze groep bestaat uit een viertal sterren, waarvan de dubbelster Burnham 571 (β 571) de helderste component vormt. Deze groep bevindt zich op 1 graad ten westen van de ster ξ Geminiorum, en op 3 graden ten noorden van de open sterrenhoop NGC 2264.
NGC 6413op 17:40 / +12°37', in de Slangendrager. Een boogvormig groepje van vier sterren.
Gang of Fourop 18:41 / +12°15', in Hercules. Dit is een gemakkelijk waar te nemen sterrenrijtje van vier sterren. Een kleine amateurtelescoop volstaat.
LTA 1 - Cojonesop 6:15 / +12.8°, in Orion, nabij 73 Orionis en de open sterrenhoop NGC 2194. Cojones is Spaans voor "teelballen", hetgeen inderdaad te zien is in dit asterisme, alhoewel de vorm ervan eerder doet denken aan de wolkensoort Mammatus.
NGC 305op 0:56:19.4 / +12°04'19", in de Vissen. NGC 305 is een open sterrenhoop, maar door de schaarste aan sterren (6 exemplaren) kan deze hoop gerangschikt worden in de lijst van telescopische asterismen.
Thompson 1op 20:38 / +11°20', in de Dolfijn. 13 sterren vormen een driehoek, nabij de ster 5 Delphini.
NGC 1662 - Klingon battlecruiserop 4:48 / +10°56'. NGC 1662 is een open sterrenhoop in het noordwestelijk gedeelte van Orion, maar door het beperkt aantal (relatief heldere) sterren in deze hoop kunnen we spreken van een telescopisch asterisme. Door de typische vorm ervan is dit asterisme bekend als de Klingon battlecruiser.
Chatard 1op 19:32 / +10°43', in de Arend, in of nabij de planetaire nevel Abell 62 (Perek-Kohoutek 47-4.1).
Leiter 10 - Casque / Root Ball / Seedling / Shipop 21:43 / +10°30', in Pegasus. Dit telescopisch asterisme bevindt zich op een halve graad ten noord-noordwesten van de ster 8-ε Pegasi (Enif). Het ziet eruit als een stompe pijlpunt of een helm met een ietwat puntige top. Kaart 211 in Wil Tirion's Uranometria 2000.0 sterrenatlas toont de vijf sterren van dit telescopisch asterisme.

### Van +10° tot 0° (noordelijk equatoriaal)
NGC 2264 (Christmas tree cluster)op 6:40 / +9°53' in de Eenhoorn. NGC 2264 is een open sterrenhoop, maar door de treffende gelijkenis ervan met een lichtende kerstboom kan deze sterrenhoop worden aanzien als een telescopisch asterisme.
Colinder 69 – Lambda Orionis Clusterop 5:35 / +9°45', in Orion. Dit is een vrij gemakkelijk waarneembaar asterisme. Een gewone verrekijker volstaat.
Spano 1op 1:01 / +9°37', in de Vissen. Dit telescopisch asterisme bestaat uit twee sterrenrijtjes die alle twee op 1 punt samenkomen en aldus een hoek of pijlpunt vormen. De schijnbare diameter van dit asterisme bedraagt ongeveer 1/3 graad. Het bevindt zich op 1 en een halve graad noord-noordwestelijk van de ster 71-ε Piscium.
NGC 2459op 7:52 / +9°33', in de Kleine hond. NGC 2459 staat gecatalogiseerd alszijnde een open sterrenhoop, maar kan door de schaarste aan sterren (slechts 5 exemplaren) worden aanzien als een telescopisch asterisme. Dit object is een uitdaging voor amateur astronomen omdat het niet geregistreerd staat in gedetailleerde sterrenatlassen zoals Wil Tirion's Uranometria 2000.0
NGC 2433op 7:42:43.6 / +9°15'33", in de Kleine hond. Drie sterren vormen een driehoekje.
Canis Minor IIIop 7:09:46 / +9°14'40", in de Kleine hond.
Pouring Cupop 2:12 / +8°30', in de Walvis. Cup with Milk and Handle.
Σ 1835 tripletop 14:24 / +8°15', in de Ossenhoeder. Dit asterisme bestaat uit een rijtje van drie sterren, waarvan het noordelijkste lid de dubbelster Σ 1835 is. De schijnbare diameter van dit rijtje bedraagt ongeveer een halve graad. Een niet al te grote telescoop of verrekijker volstaat om dit rijtje te vinden.
NGC 1707op 4:58:21 / +8°14'19", in Orion. NGC 1707 is een open sterrenhoop, maar kan, door de schaarste aan sterren, aanzien worden als telescopisch asterisme.
HD 222454 groep (Alessi J23407+0757)op 23:41 / +8°, in de Vissen. Dit telescopisch asterisme bestaat uit een boogvormig rijtje van 4 sterren op twee en een halve graad ten noorden van ι Piscium, de ster die de noordoostelijke hoek vormt van het gemakkelijk waar te nemen asterisme Circlet in het westelijk gedeelte van het sterrenbeeld Vissen. Het boogvormig rijtje aan de ster HD 222454 is afgebeeld op kaarten 170 en 214 in Wil Tirion's sterrenatlas Uranometria 2000.0. Astrofotograaf Gary Imm (Astrobin) noemt dit asterisme The Tiny Dipper (de ultrakleine steelpan), omdat het enigszins gelijkt op de veel grotere steelpannen van de Grote en de Kleine beer.
Spatulaop 1:35 / +8°, in de Vissen. A 4 star blade + a 5 star handle.
Elosser 1op 4:50 / +7°51', in Orion. 13 stars hooked around golden star.
NGC 2394op 7:28:36,5 / +7°05'14", in de Kleine hond. Dit telescopisch asterisme ziet er ietwat 'S' vormig uit. Het bevindt zich net ten noordoosten van de ster η Canis Majoris.
Dolidze 17 – Metronomeop 5:23 / +7°05', in Orion. Dolidze 17 is een open sterrenhoop op 1 graad noordwestelijk van de heldere ster γ Orionis (Bellatrix), maar door de schaarste aan sterren (6 leden) is deze hoop eerder een telescopisch asterisme. Dit asterisme kreeg de bijnaam Metronome (metronoom) maar moet, om er de figuur van een metronoom in te zien, onder een hoek van 90° naar links worden waargenomen. De top van de driehoekvormige metronoom staat naar het oosten gericht.
Wienerroither 1 / Ramakers 14 – Cosmic "?" Markop 2:36 / +6°42', in de Walvis. Zes sterren, waaronder 78-ν Ceti en 268-g Ceti, vormen een vraagteken. De schijnbare diameter van dit vraagtekenvormige asterisme bedraagt ongeveer 2 graden, en kan waargenomen worden met een gewone verrekijker of met de zoeker van een telescoop.
Desvoivres 2op 6:39:38 / +6°01'36", in de Eenhoorn, nabij de open sterrenhoop Collinder 106.
Triple Trapezoidop 7:11 / +6°00', in de Kleine Hond. Dit asterisme bevat een relatief heldere roodkleurige ster.
IC 4665 - Great Ophiuchus Clusterop 17:46 / +5°43', in de Slangendrager. Dit is een van de gemakkelijkst waar te nemen open sterrenhopen. Deze hoop bevat een gering aantal sterren die echter helder genoeg zijn om ze met een kleine verrekijker en zelfs met het blote oog te detecteren. Door de schaarste aan sterren kunnen we IC 4665 als een telescopisch asterisme beschouwen.
Riddle 2 – Riddle's Trapeziumop 18:54 / +5°16', in de Slang (het staartgedeelte). 1 graad ten noordwesten van 63-θ Serpentis (Alya).
Streicher 20op 7:43:42 / +4°50'12", in de Kleine hond, oostzuidoost van α Canis Minoris (Procyon).
NGC 728op 1:55:01.5 / +4°13'22", in de Vissen. NGC 728 bestaat uit drie sterren, een driehoek vormend.
NGC 6481op 17:52:49.0 / +4°10'02', in de Slangendrager. Dit object is officieel een open sterrenhoop, maar door de aanwezigheid van een opvallende rij van 5 sterren, in deze hoop, is het eerder een telescopisch asterisme.
Naamloze sterrenrijop 18:12.5 / +4°10', in de Slangendrager. T.W. Webb: Curious sequence of small stars.
Weisman 1 - "A" asterism / Letter Aop 10:20 / +3°06', in de Sextant. Dit asterisme bestaat uit 5 sterren en ziet eruit als de letter A en/of een zeer eenvoudige weergave van de Eiffeltoren. Het is ontdekt door de amateur astronoom Bram Weisman van de Houston Astronomical Society.
Telescopisch driehoekjeop 23:57:30 / +3°, in de Vissen, iets minder dan drie graden ten oostzuidoosten van de variabele ster 19-TX Piscium (dit is tevens de koele koolstofster CGCS 5928).
O'Neal 1op 21:22 / +2°55', in het sterrenbeeld Veulen (Equuleus). Een groep sterren zonder herkenbare vorm. Deze groep kan reeds met kleine telescopen worden waargenomen.
Double Crossop 11:28 / +2°51', in de Leeuw. Dit asterisme bevat de ster 84-τ Leonis.
Lorenzin 23 - Scar / Rinnan's run / La cicatriceop 10:48 / +2°30', in de Sextant. Een korte sterrenrij, noord-noordwestelijk/ zuid-zuidoostelijk georiënteerd. Deze sterrenrij doet denken aan een litteken (scar / cicatrice) en bevindt zich op iets minder dan 1 graad ten oosten van de ster 36 Sextantis.
Canis Minor IVop 7:14:59 / +2°00'40", in de Kleine hond.
Taurus Poniatoviiop 18:03 / +2°, in de Slangendrager. Taurus Poniatovii was ooit een sterrenbeeld dat door de Internationale Astronomische Unie (I.A.U.) werd afgevoerd wegens "onnodig", maar de kenmerkende driehoekige vorm van de kop van de Poolse stier (Taurus Poniatovii, of Taurus Poniatowski) is nog steeds een gemakkelijk herkenbaar asterisme dat zelfs zonder verrekijker kan worden waargenomen. Deze driehoek bestaat uit 67, 68 en 70 Ophiuchi. 70 Ophiuchi is tevens de dubbelster Σ 2272. Op ongeveer 1 en een halve graad ten noordnoordwesten van de ster 67 Ophiuchi bevindt zich de Ster van Barnard.
NGC 6852 driehoekop 20:00 / +1°30', in de Arend. Dit telescopisch asterisme bestaat uit drie sterren in de vorm van een gelijkbenige driehoek met een schijnbare diameter van een halve graad. Deze driehoek bevindt zich 2 graden ten oost-noordoosten van de ster 55-η Aquilae. Nabij het oostelijk lid van de driehoek is de planetaire nevel NGC 6852 te vinden.
Telescopisch scheefhoekig parallellogramop 18:26 / +1°30', in de Slangendrager. T.W. Webb: Curious rhomboid.
Naamloos sterrenrijtjeop 6:48 / +0°19', in de Eenhoorn. Dit sterrenrijtje bestaat uit slechts drie sterren, maar fungeert als gids-object om de open sterrenhoop NGC 2301 op te sporen, zich op iets minder dan een graad ten oosten van het sterrentrio bevindend. Tussen dit trio en NGC 2301 is het sterrengroepje Bochum 2 te vinden.

### Van 0° tot -10° (zuidelijk equatoriaal)
Stratton 1 - Star Gunop 7:12 / -0°15', in de Eenhoorn. Een gemakkelijk waarneembaar asterisme, gevormd door het sterrenkoppel 21 en 22 Monocerotis en nog enkele zwakkere sterren in de buurt. Op minder dan een graad ten zuidwesten van dit asterisme is de planetaire nevel NGC 2346 te vinden.
Brosch 1 / Lorenzin 20 - Virgo Diamond / Cubeop 12:33 / -0°39', in de Maagd. Dit asterisme bestaat uit vijf sterren, waarvan de vier helderste de hoeken van een ruit vormen. De vijfde ster staat dichtbij de westelijke hoek van de ruit. Brosch 1 / Lorenzin 20 bevindt zich een tweetal graden ten westnoordwesten van Gamma Virginis (Porrima), en 3/4 graad ten zuiden van het extragalactisch stelsel NGC 4517.
'S' in de gordel van Orionop 5:34 / -1°. Deze opvallende S vorm is vrij gemakkelijk waar te nemen omdat de schijnbare diameter ervan twee graden bedraagt. Dit asterisme is te vinden tussen de twee noordelijkste sterren van de gordel (ε en δ Orionis). De variabele ster VV Orionis maakt deel uit van de 'S'.
Posey 1 - Rocketshipop 23:16 / -1°35', in de Vissen. Dit asterisme heeft de vorm van een gelijkzijdige driehoek. Het bestaat uit drie sterren, met in het centrum nog een extra ster. Aan de zuidoostelijke zijde van deze driehoek is een rijtje van nog eens drie sterren te zien. Dit rijtje fungeert als de uitlaatvlam van de raket. Dit gemakkelijk waarneembaar asterisme bevindt zich op een viertal graden ten zuidzuidwesten van het gedeelte van het sterrenbeeld Vissen dat de bijnaam Cirkeltje heeft gekregen (Circlet).
Letter Dop 3:39 / -1°45', in Eridanus.
51 Eridani groepop 4:37:47 / -2°39'42", in Eridanus.
Elosser 7op 16:58:11 / -2°40'57", in de Slangendrager, nabij de veranderlijke ster SS Ophiuchi.
Naamloos telescopisch sterrenrijtjeop 21:54 / -3°15', ten noordwesten van de dubbelster Σ 2838 in de Waterman. T.W. Webb: Curious and beautiful stream of small stars north preceding Σ 2838.
NGC 2184 - Mini Hyadesop 6:11 / -3°29', in Orion. Door de schaarste aan sterren in deze groep kan NGC 2184 beschouwd worden als een telescopisch asterisme. Deze groep kreeg dan ook de bijnaam Mini Hyades (Mini Hyaden). Het object NGC 2184 is niet opgenomen in Wil Tirion's Uranometria 2000.0 sterrenatlas (eerste uitgave 1987).
NGC 6863op 20:05:07.3 / -3°33'18", in de Arend. Een opvallend gekromd sterrenrijtje.
Little Joe / Chicletop 0:02 / -4°07', in de Vissen. Dit trapeziumvormig asterisme, samengesteld uit de vier sterren 27, 29, 30-yy en 33 Piscium, vormt een onderdeel van het door de IAU afgevoerde sterrenbeeld Testudo (schildpad). Dit trapezium heeft een schijnbare diameter van 3 graden en kan aldus met een gewone verrekijker of met de zoeker van een telescoop worden waargenomen.
NGC 1981 - Alligator / Crocodile / Coal Car Clusterop 5:35 / -4°25' in Orion, 1 graad ten noorden van Messier 42 (Orionnevel), heeft de vorm van een alligator of krokodil, en is daarmee eerder een telescopisch asterisme dan een open sterrenhoop.
Tennis Racquetop 19:50 / -4°35', in de Arend.
NGC 2232 - 10 Monocerotis clusterop 6:27 / -4°45', in de Eenhoorn. NGC 2232 is een open sterrenhoop met als helderste ster 10 Monocerotis, maar door de schaarste aan sterren kan deze hoop eerder beschouwd worden als een telescopisch asterisme.
NGC 5877op 15:12:53.0 / -4°55'30", in de Weegschaal. Dit telescopisch asterisme bestaat uit een gelijkbenige driehoek gevormd door drie sterren.
NGC 1420op 3:42:39.9 / -5°51'09", in Eridanus. NGC 1420 is een groepje van drie sterren in de vorm van een driehoek.
Laville 1op 19:05 / -6°21', in de Arend, net ten zuiden van de roodkleurige ster V Aquilae en de planetaire nevel NGC 6751.
HD 196944 groepop 20:41 / -6°49', in de Waterman. Dit telescopisch asterisme ziet er als een kerstboom uit, met de top naar het zuiden gericht.
Ramakers 45 – Button Hookop 18:43 / -6°50', in het Schild (van Sobieski).

### De gordel van de geostationaire satellieten
- Boven de evenaar bevindt zich de gordel van de geostationaire satellieten. Vanuit de Benelux gezien is dat -7° tot -7°30' ten zuiden van de hemelequator. Telescopen zonder volgmechanisme tonen, tijdens het waarnemen van deze satellieten, nog net waarneembare stilstaande sterren tegen de achtergrond van de zich van oost naar west bewegende sterrenhemel. Bezitters van sterrenatlassen zoals Wil Tirion's SkyAtlas 2000.0, Uranometria 2000.0 (Volume II: The Southern Hemisphere to +6°), of de veel detailrijkere Millennium Star Atlas, kunnen aan de kantlijnen van de atlaskaarten discrete aanduidingen aanbrengen, fungerend als geheugensteuntjes om op zoek te gaan naar geostationaire satellieten, ten opzichte van zich schijnbaar in de onmiddellijke buurt van de gordel bevindende gidssterren. Sommige van deze geostationaire satellieten kunnen op bepaalde tijden spiegelreflecties tonen, waarbij de glimmende zonlichtreflecterende zijvlakken van de satellieten ongewoon heldere lichtpunten tonen inplaats van zwakke stilstaande sterren.

Rho 1, 2, 3 Eridani (8, 9, 10 Eridani)op 3:02 / -7°45', in Eridanus. Deze drie sterren in de vorm van een kort rijtje kunnen als gidssterren worden aangewend om, vanuit de Benelux gezien, geostationaire satellieten op te sporen.
Letter Fop 3:38 / -7°45', in Eridanus.
Aanwijsstok voor HCG 6op 0:40 / -8°, in de Walvis. Deze aanwijsstok is een rij sterren bestaande uit HD 3841, HD 3821, HD 3770, HD 3733, en HD 3707. Zuidwaarts wijst deze stok naar Hickson Compact Group 6 (HCG 6), de zesde compacte groep sterrenstelsels in Paul Hickson's catalogus. De helderste component van de aanwijsstok, HD 3821, is tevens een gidsster tijdens het observeren van geostationaire satellieten, gezien vanuit de Benelux.
Streicher 58op 5:42:57 / -8°01'30", in Orion. Een telescopische sterrenrij op een tweetal graden noordwestelijk van κ Orionis (Saiph).
Ferrero 41op 18:52 / -8°20', in het Schild (van Sobieski), nabij NGC 6712.
Harrington's STAR 5 en STAR 17 / Ramakers 36 – Arrowhead / Unicorn's Hornop 6:41 / -9°00', in de Eenhoorn. Deze pijlpunt is ook te zien op kaarten 272 en 273 in Wil Tirions sterrenatlas Uranometria 2000.0 (editie 1987). Phil Harrington's STAR 5 en STAR 17 zijn hetzelfde asterisme.
41 Sextantis groepop 10:50 / -9°00', in de Sextant. Dit groepje bevat ook de ster 39 Sextantis.
Ferrero 44op 20:47 / -9°12', in de Waterman, net ten noordwesten van de ster 2-ε Aquarii (Albali).
ψ1, ψ2, ψ3 Aquariiop 23:18 / -9°15', in de Waterman. Deze drie sterren vormen samen een boogvormig asterisme met een diameter van ongeveer 1 graad. Dit boogje kan gemakkelijk worden waargenomen met een gewone verrekijker.
η Ceti groepop 1:08 / -10°, in de walvis. Een groep van 6 sterren, bestaande uit 31-η Ceti (de helderste component van de groep), 27 Ceti, 28 Ceti, 30 Ceti, een naamloos medelid, met nog een iets minder helder naamloos lid net ten noordoosten van 31-η Ceti.

### Van -10° tot -20°
NGC 2054op 5:45:15.7 / -10°04'58", in Orion. NGC 2054 is een telescopisch waarneembaar groepje van vier tot vijf sterren, waarvan de vier helderste twee paren vormen.
Harrington's STAR 18 / Ramakers 35 – Pakan's 3 / Minus 3 group / McDonald's Mop 6:53 / -10°05', in de Eenhoorn. Dit telescopisch asterisme bestaat uit een twintigtal sterren die allen tezamen een duidelijk herkenbare 3 uitbeelden. Het was ontdekt door de Canadese amateur astronoom Randy Pakan en kreeg de bijnaam Pakan's 3. De schijnbare diameter van dit asterisme bedraagt ongeveer 1/2 graad. Het bevindt zich op een drietal graden ten west-noordwesten van de Zeemeeuwnevel (IC 2177), en ten zuidwesten van de open sterrenhoop Messier 50.
Capricornus I groepop 20:07 / -10°38', in de Steenbok.
Lorenzin 5 - Essertoo stringop 18:43 / -10°48', in het Schild (van Sobieski). In dit telescopisch asterisme is zowel de letter S als het cijfer 2 te bemerken. Aldus betekent de bijnaam Essertoo String S-or-two-string (S-or-2-string).
Harrington's STAR 21 / Σ 1664 - Jawsop 12:38.5 / -11°30', een halve graad ten westnoordwesten van Messier 104 (Sombrero galaxy) in de Maagd.
NGC 2879op 9:25:22.5 / -11°39'06", in de Waterslang. NGC 2879 is een telescopisch waarneembaar groepje van een viertal sterren.
NGC 4280op 12:20:31.8 / -11°39'12", op de grenslijn tussen Maagd en Raaf. Een gekromd rijtje van drie sterren tussen de sterrenstelsels NGC 4279 en NGC 4285.
Harrington's STAR 20 / Canali 1 / Σ 1659 (John Wagoners Stargate / Dembowski's Triangle within a triangle)op 12:36 / -12° in de Raaf. Harrington's STAR 20 is een telescopisch asterisme op 1 graad westzuidwestelijk van het extragalactisch stelsel Messier 104 (Sombrero galaxy) in het aanpalende sterrenbeeld Maagd.
NGC 1498op 4:00:19.4 / -12°01'12", in Eridanus. NGC 1498 is een groepje van drie sterren in de vorm van een driehoek.
Desvoivres 3op 18:18:00 / -12°02'00", in de Slang (het staartgedeelte), net ten noorden van de open sterrenhoop NGC 6604 in de nevelvlek Sharpless2-54.
Chatard 2op 20:20:54 / -12°19'54", in de Steenbok, ten oosten van het dubbelstersysteem α1/α2 Capricorni (Gredi).
NGC 6994 (Messier 73)op 20:58,9 / -12°38', in de Waterman. Messier 73 is een vrij bekend telescopisch asterisme dat, gedurende de ontdekking ervan door Charles Messier, verkeerdelijk werd aanzien als nevelachtig object.
NGC 7005op 21:01:58.5 / -12°52'59" in de Waterman. NGC 7005 bestaat uit een viertal sterren.
NGC 7134 - Glum Cyclopsop 21:48 / -12°58' in de Steenbok. NGC 7134 is een open sterrenhoop maar dient eerder als een telescopisch asterisme beschouwd te worden. Het bestaat uit een boogvormig rijtje van 4 sterren. Dit boogje staat iets ten zuiden van een enigszins helderder ster (de leider van de groep). Amateur astronomen die dit soort telescopische asterismen opzoeken en waarnemen hebben aan NGC 7134 de bijnaam Glum Cyclops gegeven, omdat dit asterisme sterk lijkt op het gezicht van een cycloop met naar beneden afgebogen mondhoeken. NGC 7134 is niet vermeld op kaart 301 van de sterrenatlas Uranometria 2000.0, Volume 2 (1987).
Heartop 9:43 / -13°50', in de Waterslang. 8 sterren vormen een hart, op minder dan een graad ten oostnoordoosten van de ster κ Hydrae en ten noordwesten van de extragalactische stelsels NGC 2992 en NGC 2993. Op ongeveer een graad ten noordoosten van het hart bevindt zich de planetaire nevel Abell 34 (PK 248+29.1).
Ray's Shrimp (Howard 1)op 8:11 / -14°22', in de Achtersteven (van het schip Argo Navis). Dit telescopisch asterisme bevindt zich 1°30' ten zuiden van de ster 19 Puppis en de open sterrenhoop NGC 2539.
NGC 2422 (Messier 47)op 7:36:30 / -14°30', in de Achtersteven (van het schip Argo Navis). Messier 47 is een gemakkelijk waarneembare open sterrenhoop. Een niet al te grote telescoop volstaat om dit object te zien te krijgen. Een aantal relatief heldere sterren in deze hoop kunnen tevens fungeren als telescopisch asterisme.
Funnelop 5:46 / -15°40', in de Haas.
54, 55 Sagittarii - road to Barnard's galaxy19:43 / -16°, in de Schutter. Dit asterisme bestaat uit drie sterren die een soort aanwijzer vormen om het iets noordelijker gelegen onregelmatige sterrenstelsel NGC 6822 (Barnard's galaxy) te vinden. Twee van deze sterren zijn bekend als 54 en 55-e Sagittarii, de derde heeft geen courante aanduiding. 2/3 graad ten noord-noordwesten van Barnard's galaxy is de planetaire nevel NGC 6818 (Little gem) te vinden.
NGC 2610op 8:33:23 / -16°08'55", in de Waterslang, NGC 2610 is een planetaire nevel, zich bevindend in een gelijkzijdige driehoek gevormd door sterren van magnitude +7 en +8. De schijnbare diameter van deze driehoek is 1 boogminuut. De helderste van deze drie sterren is HD 72665 (SAO 154395). Deze ster bevindt zich het dichtst bij NGC 2610.
NGC 2409op 7:31:36.7 / -17°11'23", in de Achtersteven (van het schip Argo Navis). NGC 2409 is een open sterrenhoop, maar door de schaarste aan sterren in deze hoop kunnen we dit object eerder aanzien als telescopisch asterisme.
NGC 2017op 5:39 / -17°51, in de Haas. NGC 2017 is een open sterrenhoop, maar bevat slechts 4 relatief heldere sterren, waardoor deze hoop kan gerangschikt worden in de lijst van de telescopische asterismen. NGC 2017 bevindt zich 1 en een halve graad ten oosten van de ster 11-α Leporis (Arneb). Een telescoop zonder volgmechanisme, gericht op Arneb, zal na ongeveer 6 minuten NGC 2017 tonen. Halfweg tussen Arneb en NGC 2017 is het extragalactische stelsel NGC 1993 te vinden.
103, 104, 106, 107, 108 Aquariiop 23:44 / -18°30', in de Waterman. Deze vijf sterren vormen samen een langwerpig asterisme dat gemakkelijk kan worden waargenomen met een gewone verrekijker. De lengte van dit asterisme bedraagt ongeveer 2 graden en een half.
Elosser 4op 10:28:02 / -18°31'48", in de Waterslang (ten oosten van de planetaire nevel NGC 3242, de Geest van Jupiter).
Alessi 1849-18 – Summer Christmas Treeop 18:49 / -18°53', in de Schutter (zuidzuidwest van de open sterrenhoop Ruprecht 145).

### Van -20° tot -30°
Mackie 1op 18:42 / -20°03' in de Schutter, net ten zuiden van de bolvormige sterrenhoop Palomar 8.
DNA Strandop 23:26 / -20°36' in de Waterman. A twisting helix of stars.
NGC 2886op 9:26:38.7 / -21°44'19" in de Waterslang. NGC 2886 bestaat uit 4 sterren en kan aanzien worden als telescopisch asterisme.
Lorenzin 3 - HSL Chainop 18:14 / -21°48' in de Schutter, nabij 14 Sagittarii en de open sterrenhoop NGC 6568.
NGC 7287op 22:27:17.1 / -22°07'01" in de Waterman. NGC 7287 is een rijtje van drie sterren op ongeveer 2 graden zuidwestelijk van de planetaire nevel NGC 7293 (Helix nevel).
42 Librae groepop 15:39:22 / -23°24'48".
Two trianglesop 0:48 / -23° in de Walvis. Dit asterisme kan vrij gemakkelijk worden waargenomen met behulp van kleine verrekijkers of met de zoeker van een telescoop. Het bestaat uit een groep van een zevental sterren die twee driehoeken of een driehoek en een vierhoek vormen. Deze opvallende groep bevindt zich een viertal graden ten zuiden van de vrij heldere ster β Ceti (Deneb Kaitos), pal tussen de nabije extragalactische stelsels NGC 247 (ten noorden ervan) en NGC 253 (Sculptor galaxy / Silver coin, ten zuiden ervan). Een tweetal graden ten zuidoosten van de Sculptor galaxy is de bolvormige sterrenhoop NGC 288 te vinden, die zich tevens vrij dicht bij de Zuidelijke Galactische Pool bevindt (SGP: South Galactic Pole).
Keystoneop 0:23 / -23°30' in de Walvis (niet te verwarren met de veel grotere en veel gemakkelijker waarneembare Keystone van Hercules). De schijnbare diameter van de Keystone in de Walvis is ongeveer 1 graad, en bevindt zich op anderhalve graad ten oosten van het extragalactisch stelsel NGC 45.
Trumpler 7 (Collinder 146)op 7:27:20 / -23°56', op het grensgebied tussen de Achtersteven (van het schip Argo Navis) en de Grote hond. Trumpler 7 is een open sterrenhoop, maar door de schaarste aan sterren in deze hoop kan dit object gerangschikt worden in de lijst van telescopische asterismen.
Mini Orionop 7:16 / -24°21' in de Grote Hond.
Theta Ophiuchi groep (θ Oph groep)op 17:21:44 / -24°53'12" in de Slangendrager.
French 2 – Camelop 10:07 / -24°55' in de Waterslang. 11 stars form a camel.
Ramakers 32 – Noctua (Night Owl)op 14:00 / -25° in de Waterslang. Dit asterisme kan gemakkelijk worden waargenomen m.b.v. een gewone verrekijker, mede omdat het een vroeger sterrenbeeld betreft dat door de I.A.U. onofficieel werd verklaard.
Ferrero 43 - Virguleop 9:18 / -26°08' in het Kompas. Het heet Komma (Virgule) omdat het eruitziet als een boogje bestaande uit vijf sterren.
Nagler 1 / Ramakers 8 - Chevronop 6:22 / -26°26' in de Grote Hond. 7 mag -10 mag stars form a V (Chevron).
Naamloos driehoekje in de top van de theepotop 18:28 / -26°40' in de Boogschutter. Dit asterisme bestaat uit drie dubbelsterren die een driehoekje met schijnbare diameter 30' vormen, net ten zuiden van de ster λ Sagittarii (Kaus Borealis).
Boomerangop 7:13 / -27° in de Grote Hond. Dit asterisme heeft de vorm van een halve cirkel en is vrij gemakkelijk waar te nemen m.b.v. een verrekijker. De schijnbare diameter van dit asterisme is iets van een tweetal graden. Het bevat de sterren 26, 27, 28, en GY Canis Majoris.
Ferrero 20op 14:05 / -27°50', in de Waterslang. Dit telescopisch asterisme bestaat uit een gekromd of geknakt rijtje van zeven sterren.
Ramakers 33 – Triangle Cluster / Hydra Triangleop 14:04 / -28°28', in de Waterslang.

### Van -30° tot -40°
- Waarnemers in de Benelux kunnen in theorie de sterrenhemel tot declinatie -39° zien (en wel enkel boven de zuidelijke horizon). In praktijk echter speelt kunstmatige nachtverlichting (lichtvervuiling) een storende rol, en moet men zich tevreden stellen met het waarnemen van de sterrenhemel tot -30°. Het gebied zuidelijker dan -30° is voorbehouden voor waarnemers van relatief heldere sterren.

NGC 2973op 9:41:34.7 / -30°02'53", in de Luchtpomp. NGC 2973 is een driehoekig telescopisch asterisme bestaande uit 3 sterren, zich op een schijnbare afstand van 1°30' noordwestelijk van het extragalactisch stelsel NGC 2997 bevindend.
Ferrero 2 - Trowelop 16:55 / -31°, in de Schorpioen. Ferrero 2 is een vrij gemakkelijk en herkenbaar telescopisch asterisme, het ziet eruit als een troffel (truweel, tuinschopje). Ferrero 2 kan waargenomen worden m.b.v. niet al te grote telescopen. De schijnbare diameter van de sterrentroffel bedraagt 1 graad. Het bevindt zich op iets meer dan een graad ten zuidwesten van de bolvormige sterrenhoop Messier 62, en op 3 graden ten noordnoordoosten van Epsilon Scorpii.
Collinder 140 - Toefje in de staart van de Grote hondop 7:24 / -32°, in de Grote hond. Collinder 140 is een open sterrenhoop, maar kan, ten gevolge van een aantal relatief heldere sterren in deze hoop, aanzien worden als telescopisch asterisme. Net zoals met de open sterrenhoop Melotte 111 in het sterrenbeeld Haar van Berenice, dat ooit aanzien werd als het toefje van de staart van de leeuw, zo doet ook Collinder 140 in de Grote hond dienst als het toefje van de staart van de hond.
Ferrero 1op 18:20 / -32°21', in de tuit van het gemakkelijk herkenbare asterisme Theepot, een onderdeel van de Schutter.
μ, τ, υ Piscis Austrini groepop 22:09 / -33°, in de Zuidervis. Dit is een vierhoekig asterisme bestaande uit de sterren 14-μ, 15-τ, en υ Piscis Austrini, met nog een vierde ster zonder courante aanduiding. De schijnbare diameter van deze rechthoek bedraagt 1 en een halve graad. Dit asterisme klimt tijdens het culmineren ervan, vanuit de Benelux gezien, tot 6 graden boven de zuidelijke horizon.
NGC 6634op 18:29:55.3 / -33°30'40", in de Boogschutter. Een sterrengroepje dat door het geringe aantal leden kan beschouwd worden als telescopisch asterisme.
Streicher 70op 17:30:29 / -33°41'12", in de Schorpioen (ten westen van de bolvormige sterrenhoop Grindlay 1).
1-i, 2-g en 3-k Centauriop 13:49 / -34°, in de Kentaur. Dit opvallend asterisme, dat uit een V-vormige gelijkbenige driehoek bestaat, is het noordelijkste gedeelte van de Kentaur. Het heeft een schijnbare diameter van 1 en een halve graad, en klimt tot 6 graden boven de zuidelijke horizon van de Benelux. Dit asterisme lijkt sterk op de driehoek van het vroegere sterrenbeeld Taurus Poniatovii (Stier van Poniatowski) in de Slangendrager. De driehoek in de Kentaur doet dienst als aanwijsasterisme om het extragalactische stelsel Messier 83 op te sporen (het staat een viertal graden ten noordnoordwesten van de driehoek). Messier 83 klimt tot 9 graden boven de zuidelijke horizon van de Benelux.
Ptolemaeuscluster (Messier 7)op 17:54 / -34°50', in de Schorpioen. Messier 7 is een open sterrenhoop, maar kan, dankzij de relatief heldere sterren in deze hoop, ook als telescopisch asterisme beschouwd worden. Deze sterrenhoop klimt, gezien vanuit de Benelux, tijdens het culmineren ervan tot slechts 4 graden boven de zuidelijke horizon. Aandachtige hemelwaarnemers kunnen gedurende gunstige atmosferische omstandigheden pogingen ondernemen om, mits gebruik van verrekijkers, een glimp op te vangen van Ptolemaeus's sterrenhoop.
θ1, θ2 Sagittariiop 20:00 / -35°, in de Schutter. Dit asterisme bestaat uit drie boven elkaar geplaatste sterren waarvan de twee zuidelijkste componenten de aanduidingen θ1 en θ2 Sagittarii hebben gekregen. Het koppel θ1 en θ2 klimt, gezien vanuit de Benelux, tijdens het culmineren ervan tot 4 graden boven de zuidelijke horizon.
c1, c2 Centauriop 14:44 / -35°10', in de Kentaur. Dit asterisme bestaat uit slechts twee sterren die ongeveer 1/4 graad van elkaar verwijderd zijn. c1 Centauri is de helderste van de twee, en staat ten westen van c2 Centauri. Gezien vanuit de Benelux klimt dit koppel, gedurende het culmineren ervan, tot 4 graden boven de zuidelijke horizon. Het koppel kan fungeren als gids-sterren om de zuidelijker gelegen ster q Centauri op te sporen die tot slechts 1 graad boven de zuidelijke horizon kan klimmen.
Harrington's STAR 2 – χ1, χ2, χ3 Fornacisop 3:27 / -35°45' in het Fornuis. Dit driehoekig asterisme klimt, vanuit de Benelux gezien en tijdens het culmineren ervan, tot slechts 3 graden boven de zuidelijke horizon. Ervaren hemelwaarnemers kunnen pogingen ondernemen om dit driehoekje met diameter 1/2 graad op te sporen tijdens zeer transparante atmosfeer, een vlakke horizon, en afwezigheid van kunstmatige nachtverlichting. Waarnemers in de zuidelijke hemisfeer van de aarde kunnen het sterrenstelsel NGC 1336 opsporen. NGC 1336 vertoont zich in de onmiddellijke nabijheid van de driehoek. Op anderhalve graad ten oosten van de driehoek is het propellervormige sterrenstelsel NGC 1365 te vinden.
η1, η2, η3 Fornacisop 2:50 / -35°45', in het Fornuis. Evenals het driehoekje χ1, χ2, χ3 Fornacis ten oosten ervan klimt dit driehoekig asterisme (η1, η2, η3 Fornacis), vanuit de Benelux gezien en tijdens het culmineren ervan, tot slechts 3 graden boven de zuidelijke horizon. Ervaren hemelwaarnemers kunnen pogingen ondernemen om dit driehoekje met diameter 3/4 graad op te sporen tijdens zeer transparante atmosfeer, een vlakke horizon, en afwezigheid van kunstmatige nachtverlichting. Dit driehoekig asterisme bevindt zich op ongeveer 2 graden ten oost-zuidoosten van het dwergsterrenstelsel ESO 356-G4 (Fornax Dwarf Galaxy) en de bolvormige sterrenhoop NGC 1049.
Collinder 135 (π Puppis cluster)op 7:17 / -37°, in de Achtersteven (van het schip Argo Navis). Collinder 135 is een open sterrenhoop, maar kan, ten gevolge van een drietal zich in deze sterrenhoop bevindende heldere sterren die samen een driehoek vormen, aanzien worden als telescopisch asterisme. Vanuit de Benelux gezien kan Collinder 135 slechts 2 graden boven de zuidelijke horizon klimmen. Aandachtige hemelwaarnemers kunnen pogingen ondernemen om, met behulp van verrekijkers, een glimp op te vangen van de driehoek boven de horizon, mits transparante atmosfeer en afwezigheid van storende kunstmatige nachtverlichting, en een hoger gelegen waarnemingsplaats om geen belemmerende gebouwen of andere obstakels aan de horizon te zien.
f, g, h Eridaniop 3:48 / -37°, in Eridanus. De drie sterren f, g, h Eridani vormen een driehoek met diameter 1 en een halve graad. De zuidelijkste ster van deze driehoek (f Eridani) klimt tijdens het culmineren ervan tot slechts 1 en een halve graad boven de zuidelijke horizon. De kans dat deze ster nog vanuit de Benelux kan worden waargenomen is bijzonder klein. De zich iets noordelijker bevindende ster g Eridani kan als gidsster fungeren om te trachten f Eridani op te sporen.
γ Gruis driehoekop 21:56 / -37°30', in de Kraanvogel. Dit driehoekig asterisme, met schijnbare diameter iets minder dan een graad, bestaat uit de relatief heldere ster γ Gruis (Al Dhanab) en twee zwakkere sterren ten oosten ervan. Deze driehoek klimt, vanuit de Benelux gezien, tijdens het culmineren tot 1 en een halve graad boven de zuidelijke horizon.
NGC 2451op 7:45 / -38°, in de Achtersteven (van het schip Argo Navis). De kans dat deze open sterrenhoop, bestaande uit een aantal relatief heldere sterren, nog kan worden waargenomen vanuit de Benelux is bijzonder klein. Tijdens het culmineren ervan klimt deze sterrenhoop tot slechts 1 graad boven de zuidelijke horizon. Er kunnen pogingen ondernomen worden om de helderste ster in deze sterrenhoop, c Puppis, alsnog te zien te krijgen. Deze sterrenhoop kreeg, dankzijde eigenaardige vorm ervan, de bijnaam Stinging Scorpion Cluster.
NGC 6354op 17:24:34.0 / -38°32'31", in de Schorpioen. Dit groepje werd ontdekt door Edward Barnard. Het bestaat uit slechts 4 sterren en kan als telescopisch asterisme beschouwd worden.
Ferrero 31 - Le Baton de Sourcierop 11:08 / -39°14', in de Kentaur. Dit telescopisch asterisme ziet eruit als een wichelroede of "Y" vorm.

### Van -40° tot -50° (vanuit de Benelux onzichtbaar)
Harrington's STAR 8 – X marks the spotop 18:30.4 / -46°08', in de Telescoop.
Lorenzin 16 - Casino Groupop 6:45 / -46.9°, in de Achtersteven (van het schip Argo Navis).
Steine 15 - Inverted Question Markop 9:47 / -48°58', in de Zeilen (van het schip Argo Navis).
Slotegraaf 18op 8:15:13 / -49°10'48", in de Zeilen (van het schip Argo Navis)(Slotegraaf 18 bevindt zich ten oosten van de open sterrenhoop NGC 2547).
η1, η2 Pictoris groepop 5:04 / -49°30', in de Schilder.

### Van -50° tot -60° (vanuit de Benelux onzichtbaar)
Lorenzin 25 - Scar IIIop 11:00 / -52°, in de Zeilen.
NGC 1523op 4:06:10.4 / -54°05'19", in de Goudvis. NGC 1523 is een groepje bestaande uit vier sterren, een onregelmatige vierhoek vormend. Vanaf de Aarde gezien staat dit object net ten oosten van het extragalactische stelsel NGC 1515.
Ferrero 39 - L'échelle de magnitudeop 6:00 / -54°55', in de Schilder. Dit telescopisch asterisme noemt Magnitudehelderheidsschaal omdat het een noord-zuid georiënteerd rijtje van vier sterren toont met (van noord naar zuid) toenemende helderheidswaarden.
NGC 1252op 3:10:40 / -57°45'54", in het Slingeruurwerk. NGC 1252 is een groep bestaande uit een twintigtal sterren. Dit object kan, mede door de schaarste aan sterren, aanzien worden als een telescopisch asterisme.

### Van -60° tot -70° (vanuit de Benelux onzichtbaar)
Streicher 7 – Tiny Southern Crossop 7:53:36 / -62°20'54", in de Kiel (van het schip Argo Navis).
Ferrero 36 - Le cheval de Troje / Trojan horseop 3:34 / -62°38', in het Net (Reticulum).
Lorenzin 21 - Bow-tieop 18:45 / -64°40', in de Pauw. Dit asterisme ziet eruit als een vlinderdas (bow-tie) of een smalle letter X. Het bestaat uit 5 sterren waaronder de ster θ Pavonis. Een kleine amateurtelescoop volstaat om het te zien te krijgen.
Golden Horseshoeop 14:50 / -66°, in de Passer.
Lorenzin 24 - Scar tooop 14:48.7 / -66.4°, in de Passer. Mogelijks zijn Lorenzin 24 (Scar too) en de Golden horseshoe hetzelfde asterisme.

### Van -70° tot -80° (vanuit de Benelux onzichtbaar)
NGC 1557op 4:13:09.0 / -70°34'18", in de Kleine waterslang. NGC 1557 is een groepje sterren ten zuiden van de relatief heldere ster HD 27346, allen samen vormen ze een telescopisch asterisme dat er uitziet als een pijlpunt.
NGC 1520op 3:57:31.1 / -76°50'01", in de Tafelberg. NGC 1520 is een groepje dat door de schaarste aan sterren als een telescopisch asterisme beschouwd kan worden.

### Van -80° tot -90° (rondom de zuidelijke hemelpool, vanuit de Benelux onzichtbaar)
γ1, γ2, γ3 Octantisop 0:00 / -82°10', in de Oktant. Dit asterisme bestaat uit drie dicht bij elkaar staande sterren. De diameter van dit asterisme bedraagt iets meer dan een halve graad. Een gewone verrekijker volstaat om dit asterisme te kunnen zien.

## Trivia
- Het bekendste asterisme, de steelpan in de Grote Beer, komt op een vrij merkwaardige manier aan bod in Steven Spielbergs film Close Encounters of the Third Kind (1977). In die film vormt een groepje niet-geïdentificeerde vliegende (lichtgevende) stervormige voorwerpen allen samen de steelpan (Big Dipper) in de nachthemel boven de Devil's Tower in de Amerikaanse staat Wyoming, gevolgd door een ontmoeting van een heel arsenaal aan buitenaardse toestellen, met als climax de landing van het interstellaire moederschip.